# Азербайджанский ковёр

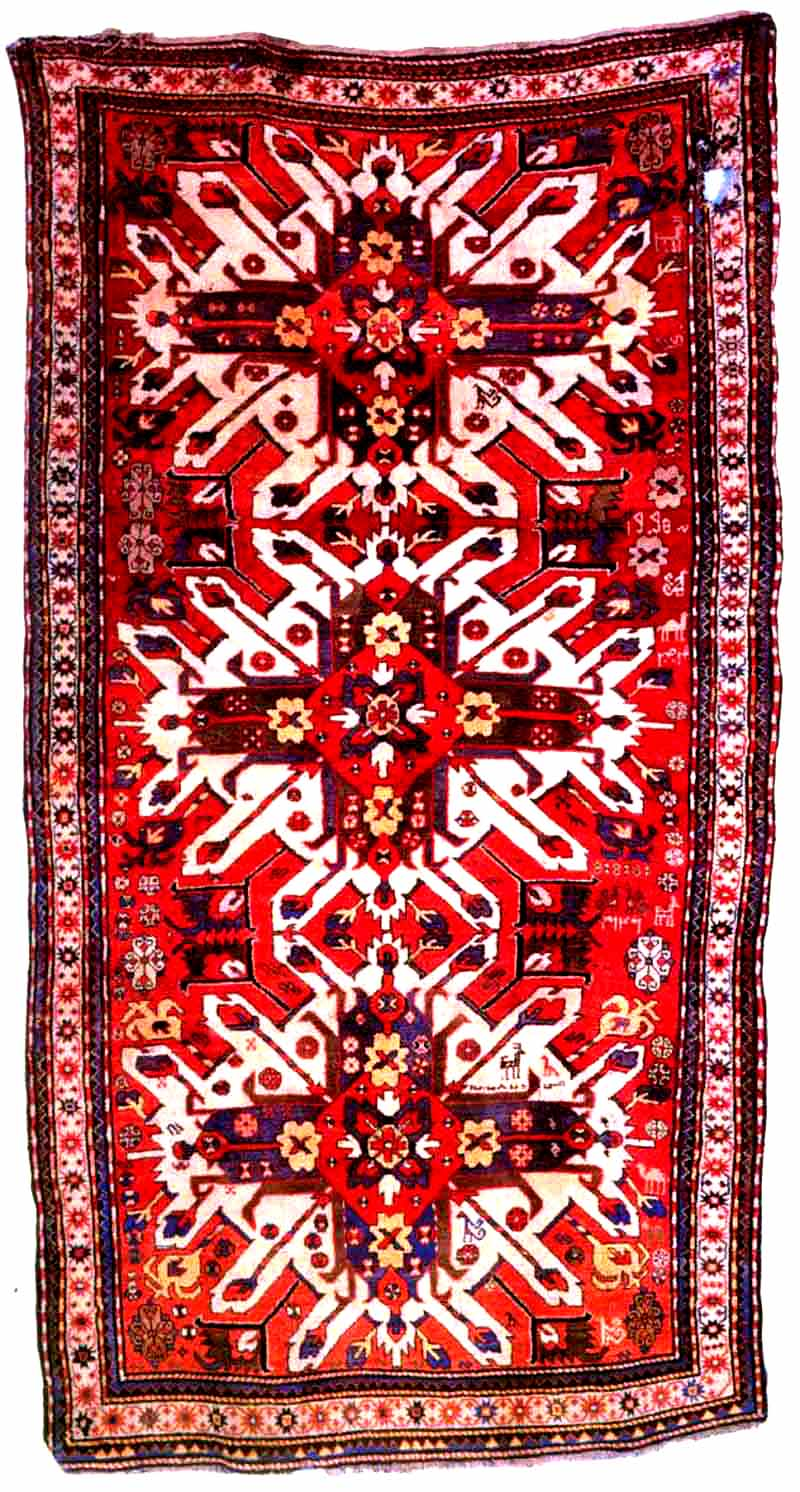
Ковёр «Челеби». Карабахская школа. XVIII век. Государственный музей азербайджанского ковра и народного прикладного искусства (Баку)

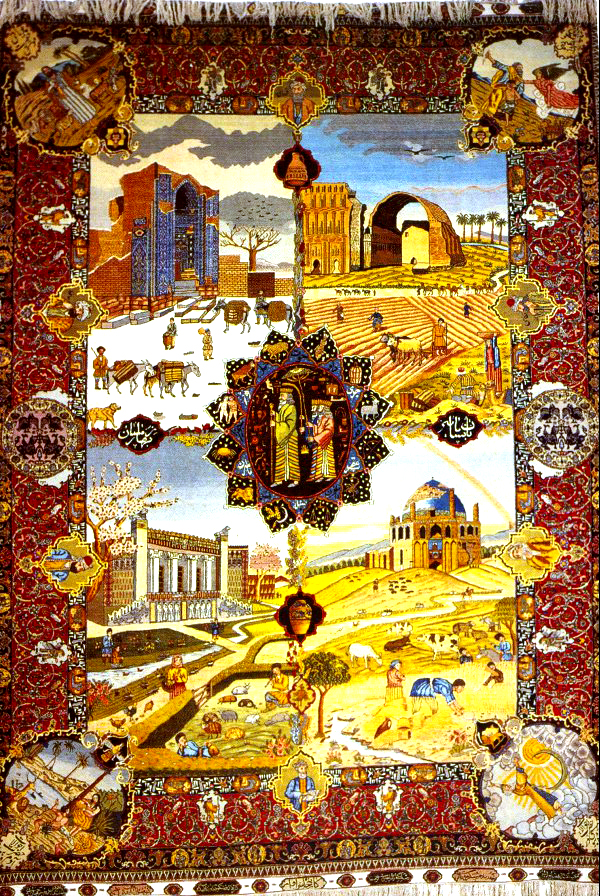
Ковёр «Дордфасил». Тебризская школа. Конец XIX века. Государственный музей азербайджанского ковра и народного прикладного искусства

Азербайджанский ковёр (азерб. Azərbaycan xalçaları) — термин, используемый для обозначения различных типов безворсовых и ворсовых ковров. Среди азербайджанских ковров выделяют бакинские, гянджинские, казахские, ширванские, шемахинские, карабахские, кубинские, ардебильские и тебризские. Большинство западных авторов, в том числе энциклопедии «Ираника» и «Британника», как правило, относят ковры, вытканные в Иранском Азербайджане, к персидским (иранским), а ковры, вытканные в Азербайджане и районах компактного проживания азербайджанцев в Армении, Грузии и Дагестане, относят к кавказским. Согласно классификации, принятой в основном в Азербайджане и ранее в СССР, — один из видов восточного ковра.
Энциклопедия «Ираника» отмечает, что в XIX веке на Кавказе ковроделие было распространено в основном в восточном Закавказье, родине тюркского населения, известного ныне как азербайджанцы. Ковроделие других народов имело меньшую значимость. Как писал Джон Ф. Пайл, кавказские ковроделы в целом следовали персидской практике, однако «в основном использовали более выразительные и крупные элементы орнамента». П. Р. Дж. Форд в своём исследовании истории и традиционных орнаментов восточных ковров отмечал, что, «хотя ковры сейчас производят в Дагестане, Грузии и Армении, но настоящей родиной российских кавказских ковров остаётся Азербайджан, и навыки и идеи азербайджанских ткачей ощущаются по всему Кавказу». Русский исследователь М. Д. Исаев также отмечал, что в конце XIX — начале XX веков ковроткачество в основном было сосредоточено в Азербайджане. Американский историк Рональд Сюни отмечает, что ковроделие — одно из древних ремёсел в Азербайджане, достигшее расцвета в Средние века, благодаря чему азербайджанские ковры стали широко известны в странах Азии и Европы. По мнению советского учёного-этнографа С. А. Токарева, азербайджанские ковры во многом напоминают армянские, а от персидских отличаются сильной стилизацией изображений и отсутствием округлых линий орнамента.
Ковроделие — один из традиционных, старинных видов декоративно-прикладного искусства Азербайджана.

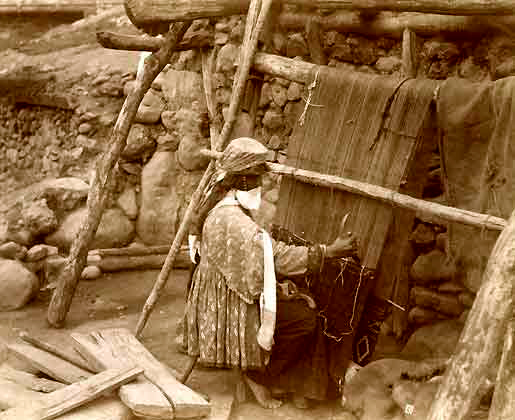
Азербайджанка ткёт ковёр. Начало XX века.

Здание Азербайджанского музея ковра в Баку в виде сложенного ковра.

Старинные азербайджанские ковры хранятся в Белом Доме, Государственном департаменте США и во многих музеях мира, включая Азербайджанский государственный музей ковра и народно-прикладного искусства в Баку, Музей Метрополитен в Нью-Йорке, Музей изящных искусств в Бостоне, Музей искусств в Филадельфии, Лувр в Париже, Музей Виктории и Альберта в Лондоне, Эрмитаж, Ватикан и т. д.
В 2006 году при поддержке Московского бюро ЮНЕСКО вышел диск под названием «Азербайджанские ковры» с 215 изображениями, 15 видеоклипами и несколькими статьями по искусству азербайджанских ковров. Диск включает разделы по истории, технике, школам азербайджанского ковроткачества, образцам ковров, коллекциям в музеях мира. В ноябре 2010 года «Традиционное искусство тканья азербайджанских ковров в Азербайджане» внесено в репрезентативный список ЮНЕСКО по нематериальному культурному наследию человечества.
В 2009 году азербайджанским режиссёром Шамилем Алиевым был снят документальный фильм «Азербайджанский ковёр», который в том же году был показан на Каннском фестивале в категории короткометражного кино, а в 2010 году получил диплом «За лучший образ материальной культуры» на международном фестивале «Дни этнографического кино» в Москве, участвовал в проводившемся в Италии V Международном кинофестивале короткометражного кино и был представлен в конкурсной программе Харьковского международного кинофестиваля «Хрустальная сирень».

## История развития

### XVI—XVIII века
Начиная с XVI века, то есть с образованием государства Сефевидов, когда на престол взошёл шах Исмаил Хатаи, искусство азербайджанского ковроткачества достигает беспрецедентного совершенства и принимает характер промышленной индустрии. Художники-миниатюристы, каллиграфы того времени сыграли огромную роль в формировании школы азербайджанского орнаментального искусства, оказавшего позднее огромное влияние на искусство Востока и создавшего единый стиль «тебризской школы».
Со второй половины XVI века узоры афшан, лечек-турундж и гюльбендлик, которые зародились в Южном Азербайджане, имитировались позднее ковроткачами Северного Азербайджана (Карабах, Баку, Ширван), где местные мастера растительному фону тебризских ковров предпочитали геометрическую форму узора. В XVII веке становятся известными ковры и молитвенные коврики из Казаха, Барды, Мугани и Джебраила, а уже с середины XVIII века приобретают известность ковры из Шемахи, Шуши и Шеки. К этому же времени относятся и ковры малой и продолговатой формы, сотканные в селении Амираджаны близ Баку, которые производились исключительно для экспорта.

### XIX век

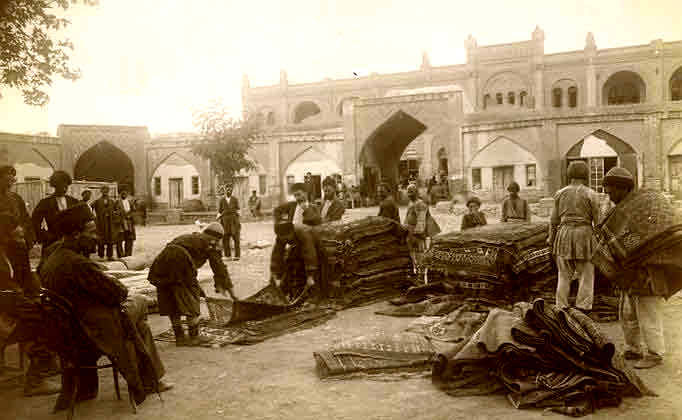
Рынок ковров в Гяндже, XIX век. На заднем плане караван-сарай.

В начале XIX века Закавказье было присоединено к Российской империи.
Согласно статистическим данным, за один 1843 год в шести прикаспийских районах Азербайджана было произведено 18 тыс. ковров и ковровых изделий. Ковры из Ширвана и Кубы продавались в Баку, а ковры Казаха и Гянджи — в Тебризе и Стамбуле. В 1850 и 1857 годах на первых международных Тифлисских выставках уникальные изделия азербайджанских мастеров были удостоены призов. Азербайджанские ковры экспонировались также на Московской политехнической выставке 1872 года и Всероссийской выставке промышленности и искусства 1882 года, где выставлялись вышивки, созданные знаменитой поэтессой Хуршудбану Натаван. Бурный расцвет экономики края, связанный с началом промышленной добычи нефти в Азербайджане в конце XIX века, сказался и на развитии ковроткачества в Баку и других регионах Азербайджана, и если среди торговцев коврами встречались и армяне, то среди ткачей доминировали азербайджанцы. В своих путевых заметках Джеймс Брайс в 1876 году отмечал, что богатые ковры и шерстяные ткани, вытканные на юго-западном побережье Каспийского моря, теми кого русские называют «татарами», появляются на рынках Европы под названием «персидских». В энциклопедии «Ираника» приводится следующая характеристика промышленной политики Российской империи на Кавказе в XIX веке:
Экспансия Российской империи в конце XIX века открыла Кавказ Западу, превратив скромную местную ковроткацкую промышленность в крупную статью экспорта. Основная ковроткацкая зона располагалась в восточном Закавказье, южнее гор, пересекающих этот регион по диагонали; эта территория ныне входит в Азербайджанскую ССР, являющуюся родиной тюркского населения, называемого сейчас азербайджанцами. Другие этнические группы тоже практиковали ковроткачество, некоторые из них в других частях Кавказа, однако они имели меньшую значимость. С 1870 года правительство Российской империи начало осуществлять программу поддержки кустарного производства.

### Современное ковроткачество
В конце XX века ковроткачество в Азербайджане становится одной из важных отраслей экономики. Сегодня во многих регионах Азербайджана успешно развивается ковроткачество, всего в Азербайджане насчитывается свыше 20 крупных и средних ковроткацких комбинатов. В частности, в Губе, Гусаре, Кюрдамире, Гяндже, Шамахы, Дявячи, Газахе, Товузе, Шеки, Ардебиле, Тебризе и Баку действует ковроткаческое производство, в которых продолжают развивать древние традиции искусства ковроделия. Среди современных азербайджанских ковров выделяются ковры с маркой «Азер-Ильмэ», которые успешно участвовали на выставках-распродажах в городах Атланта (США, 1997 г.), Ганновер (ФРГ, 1999 г.) и Москва (2003 г.). Ковры, сотканные на предприятиях компании, украшают частные коллекции в США, Германии, Франции, Турции, России, Италии, Австралии, Японии, Швеции, Норвегии, ЮАР. Азербайджанские ковры были представлены на проходившей в ноябре 2010 года в Лондоне выставке «Azerbaijan: Flying Carpet To Fairy Tale» и торжественной церемонии, посвящённой 20-летию независимости Азербайджана, проходившей в феврале 2011 года в Париже.

## Виды азербайджанского ковра

### Орнаментика

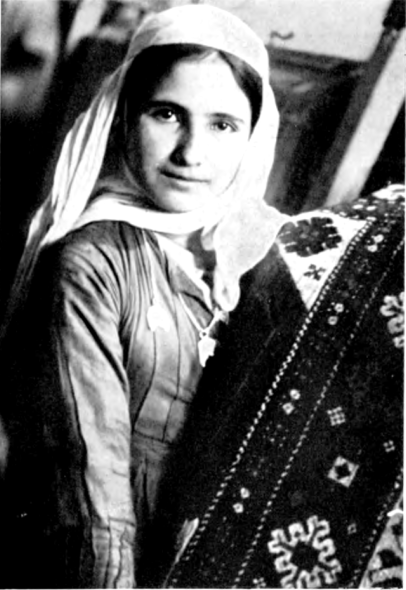
Ковровшица Садыкова с изготовленным ею ковром. Баку, 1934.

Азербайджанские ковры выделяются сочным колоритом, построенным на сочетании локальных интенсивных тонов. Орнамент азербайджанских ковров различается в зависимости от вида и места производства. Так, для таких ковров, как «Куба», «Ширван», «Казах», «Зенджан» характерны сложные геометрические узоры, которые включают схематические фигурки животных и людей, и размещённые по одной оси в центральном поле фигурные многоугольные или звездчатые медальоны, другим, таким, как «Тебриз» и «Карабах», присущ разнообразный растительный орнамент с обилием цветочных мотивов. Эстетический принцип азербайджанского ковра вложен в плоскостное решение «картинок», ритмику рисунка, традиционность членения на центральное поле и бордюр, лаконичную геометрию элементов. По мнению известного американского коллекционера и искусствоведа Дж. Вэа, в орнаментике азербайджанского ковра можно заметить тесное переплетение традиций и влияния турецких, персидских и азиатских мотивов, а также наследие элементов ковроделия северо-западных племён Ирана.

#### Геометрические фигуры
Наиболее часто геометрические узоры встречаются в коврах «бакинской», «губинской», «казахской» и «гянджинской» школ. Среди этих узоров преобладает свастика и восьмиконечная звезда. Свастика восходит к религиозным воззрениям политеизма, представляя собой центр неба, откуда исходят спиралеобразные закрученные лучи. В этом символе, предположительно, представлено солнце, окружённое созвездиями, либо условное изображение вихря взлетающих птиц. Восьмиуголная звезда, помещённая в центре ковра, чаще всего обрамляется символическими фигурами в виде ромбов и квадратов, позднее под воздействием «тебризской» культуры ковроткачества в коврах других школ по краям присутствуют элементы растительного мира.

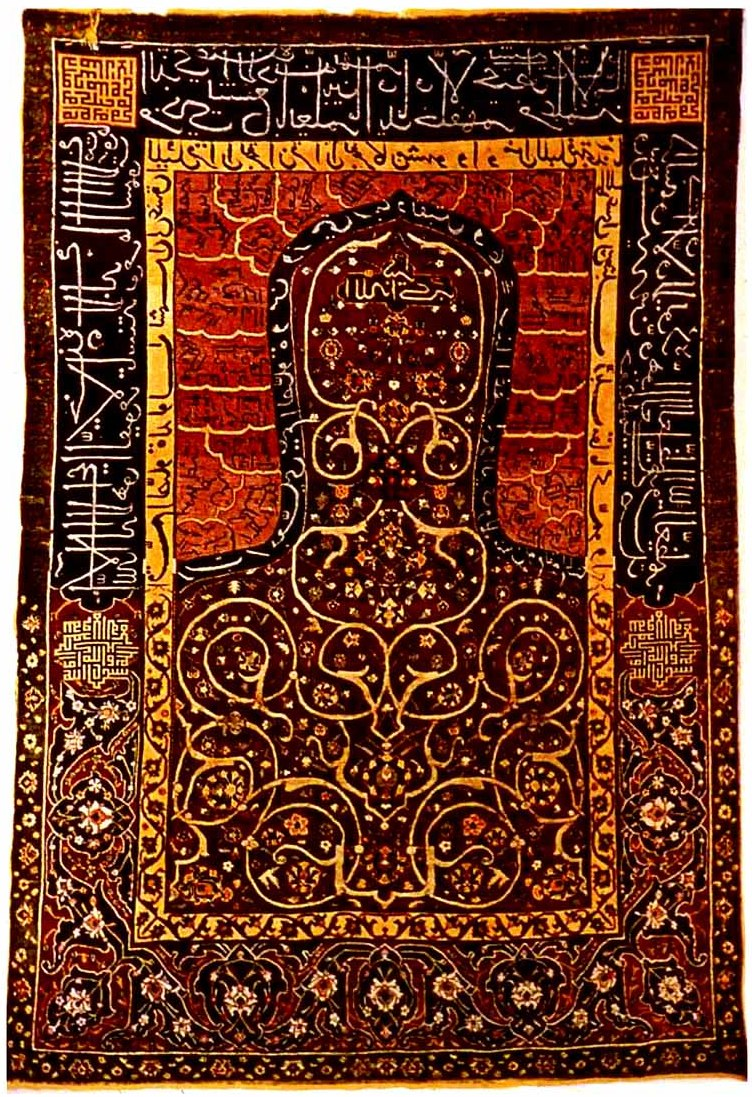
Сотканный в Южном Азербайджане ковёр Намазлык (коврик для намаза). XVI век.

#### Исламская символика
Символика Ислама также встречается в узорах азербайджанских ковров. К ним относится, рука Фатимы, бешбармак — пять пальцев, символизирующие пять заповедей ислама и пять почитаемых мусульманами личностей — пророк Мухаммед, Али, Фатима, Хасан и Хусейн. В качестве центрального узора ковров используется также изображение архитектурного исламского элемента «михраб», ниши в стене, которая в мусульманской мечети всегда обращена в сторону священного города Мекки.

#### Растительный мир
Среди азербайджанских ковров самым богатым орнаментом и насыщенной цветовой гаммой выделяются «тебризские» и «ардебильские» ковры, что предопределяется их придворным характером. Наиболее часто встречающиеся в «тебризских», а позднее в некоторых «карабахских» коврах элементы растительного мира символизируют прославление сил природы и плодородие. Основным узорным мотивом центрального полотна многих ковров Тебриза является «древо жизни», которое олицетворяло изобилие и превозносило воду, как источник орошения пустынь и символ жизни в целом. Также на коврах встречаются изображения садов со множеством деревьев, растений и птиц, которые по представлениям мусульман, приносят удачу и успех. Геометрической вариацией «древа жизни» является символическое изображение «якоря», который по форме напоминает стрелу, а в «херисских» коврах эпохи Сефевидов часто изображается дерево «ваг-ваг», на ветвях которого вместо птиц выткано символическое изображение головы людей. Ещё одним из излюбленных иконографических мотивов орнаментики «тебризских» и «ширванских» ковров было изображение граната, символизировавшего чудо природы, способного произрастать на грубой и засушливой почве пустыни. Гранат почитался в эпоху правления Сасанидов, играл большую роль в зороастрийском культе, где считался символом солнца, а уже при Сефевидах широко использовался в узорном оформлении ковров и миниатюр. Иногда гранат изображался в расколотом виде, в котором можно было различить отдельные зёрна, что свидетельствовало о мастерстве ткача. Именно это новшество — изображение в шахматном порядке зёрен граната — положило начало новой иконографической традиции в ковроткачестве. Позднее этот мотив дополнился в «тебризских» коврах изображением цветущего плода гранатового дерева, которое получило название «цветок шаха Аббаса». Для разнообразия в кайме ковров использовалось изображение венчиков цветов или виноградной лозы.

#### Животный мир
Почти во всех типах азербайджанских ковров встречаются изображения людей, животных и птиц. На азербайджанских коврах часто изображаются птицы, а именно орёл и павлин. Орёл наиболее часто встречается в дворцовых «тебризских» коврах и символизирует в них мощь и царское достоинство. Позже изображение орла на коврах приобрело значение охранительного талисмана. Изображение павлина ассоциировалось с солнечным божеством, кроме того, считалось, что «павлиний глаз» мог предохранять от надвигающейся беды. В декорах, изображающих барана или козла, прослеживается связь с кочевническими корнями тех или иных племён. Чаще всего технические возможности и габариты ковров не позволяли поместить изображение животных целиком, поэтому домашние животные, такие как овцы и бараны, изображались в виде условных рогов посредством символа «S» в центральных полях и кайме ковров. Ту же форму имело стилизованное изображение дракона (драконовые ковры). Изображение дракона, которое должно было служить талисманом, впервые появилось на пышных коврах, производимых во дворцовых мануфактурах Азербайджана с XVII века. Именно с того времени данный мотив получил широкое распространение, продолжая оставаться одним из наиболее часто встречающихся ковровых сюжетов вплоть до конца XIX века, претерпевая большие изменения в стилизации.

### Техника исполнения
По технике изготовления и фактуре азербайджанские ковры делятся на два резко разнящихся вида: безворсовые («паласы», «джеджимы», «сумахи», «килимы», «зили», «верни» и др.) и ворсовые (большие — «хали» и сравнительно мелкие — «халча»). Безворсовые ковры именуются ещё «коврами быта». Палас, лады, килим, джеджим, шадде, варни, зили, сумах — представляют собой начальный этап развития ковроделия, когда ковры создавались путём простого продевания и обвязывания нитей основы и утка.

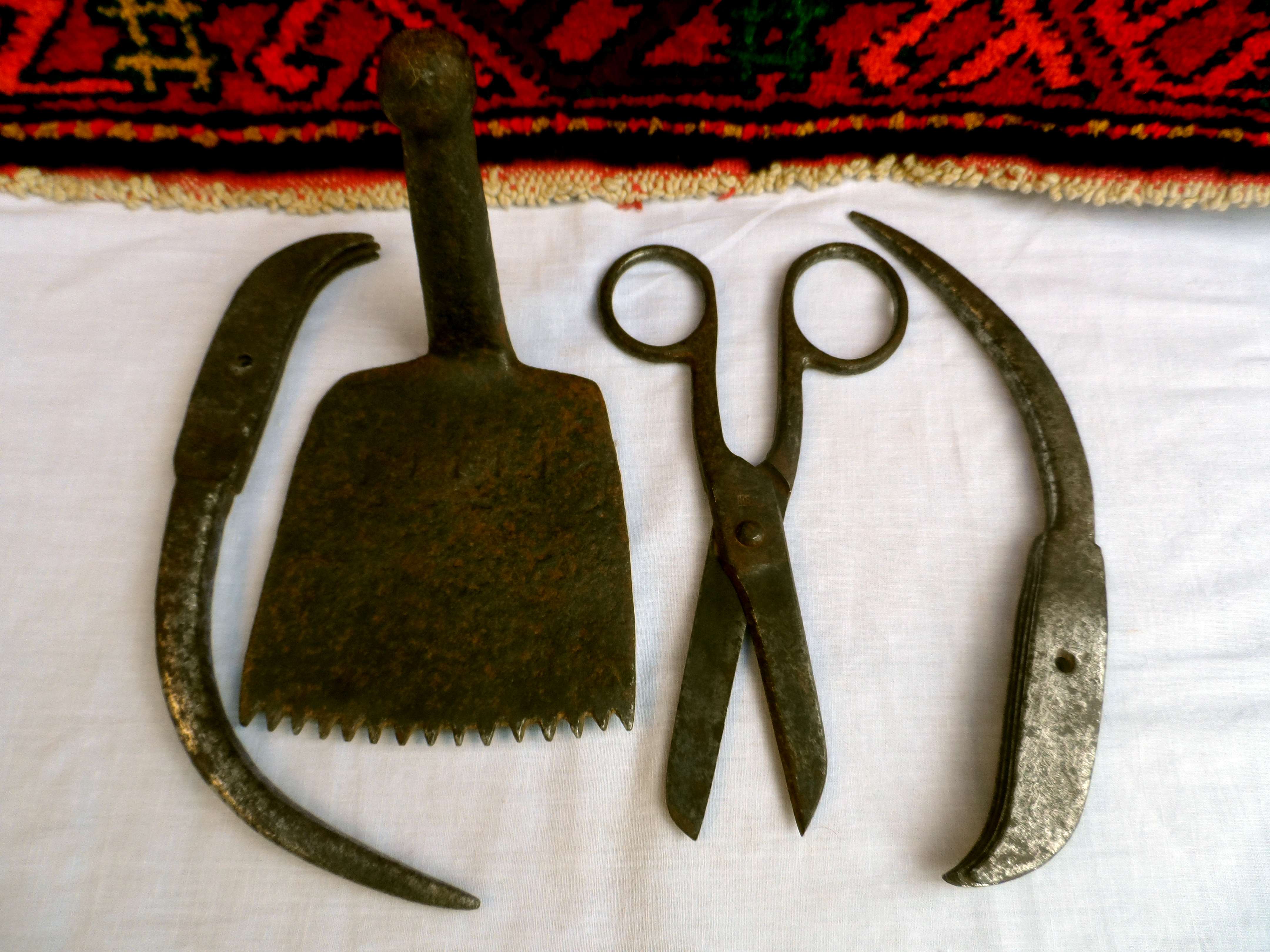
Инструменты для тканья ковров.

Ворсовые ковры наиболее сложны по технике вязания: они создаются с помощью узловязания способом «Тюркбаф» (симметричный «Тюркский узел»), сочетающим широкую гамму узоров, цветов и сюжетов. На каждые две нити основы накладывается ворсовый узел, что и позволяет передать на ковре многочисленные орнаментальные изображения любой формы и размера. Техника узла «Тюркбаф», впервые применённая в Азербайджане, корнями уходит в древность, была усовершенствована в XV—XVI веках и позволила производить более яркие в переплёте шёлковые ковры очень высокой плотности. Некоторые ковры «тебризской» школы вытканы асимметричным узлом «Фарсбаф» («Персидский узел»). Отличительной особенностью азербайджанского ворсового ковра является его очень большая плотность. Плотность ковра определяется количеством узлов на квадратный дециметр, при этом существует расхожее мнение, что чем больше плотность узлов, тем ковёр ценнее. Однако некоторые искусствоведы считают такой критерий оценки ковров ошибочным. В зависимости от района выработки на каждый квадратный дециметр изделия приходится от 1600 (40х40) до 4900 (70х70) ворсовых узлов. Ворсовые ковры различаются также своими размерами: малые — халча, гяба, намазлыг, тахт-усту, дошанак и крупные — даст халы, гяба.
Иранский учёный-искусствовед Карим Мирзаи в своём очерке «Азербайджанский ковёр от Дербента до Сарбанда через Шахсевенов», исследуя на основе трудов Яна Беннета, Лятифа Керимова и Николаса Фоккера воздействие этнографической группы азербайджанцев — шахсевенов на развитие ковроткачества в Азербайджане, начиная с XVII века, приводит несколько отличную от общепринятой типовую градацию азербайджанских ковров на основе техники исполнения: тип «Борчалы-Казак»; тип А — кубинский ковёр «гюмюль»; тип А-1 — «муганский ковёр»; тип А-2 — «занджанский ковёр»; тип А-3 — «сарбандский ковёр»; тип Б — «шушинский ханский ковёр»; тип Б-1 — «тебризский ковёр»; тип Б-2 — «сарбандский тебризский ковёр»; тип В — «кубинский алпанский ковёр»; тип В-1 — «зенджан-алпанский»; тип Г — «дербентская бута».

## Школы азербайджанского ковра

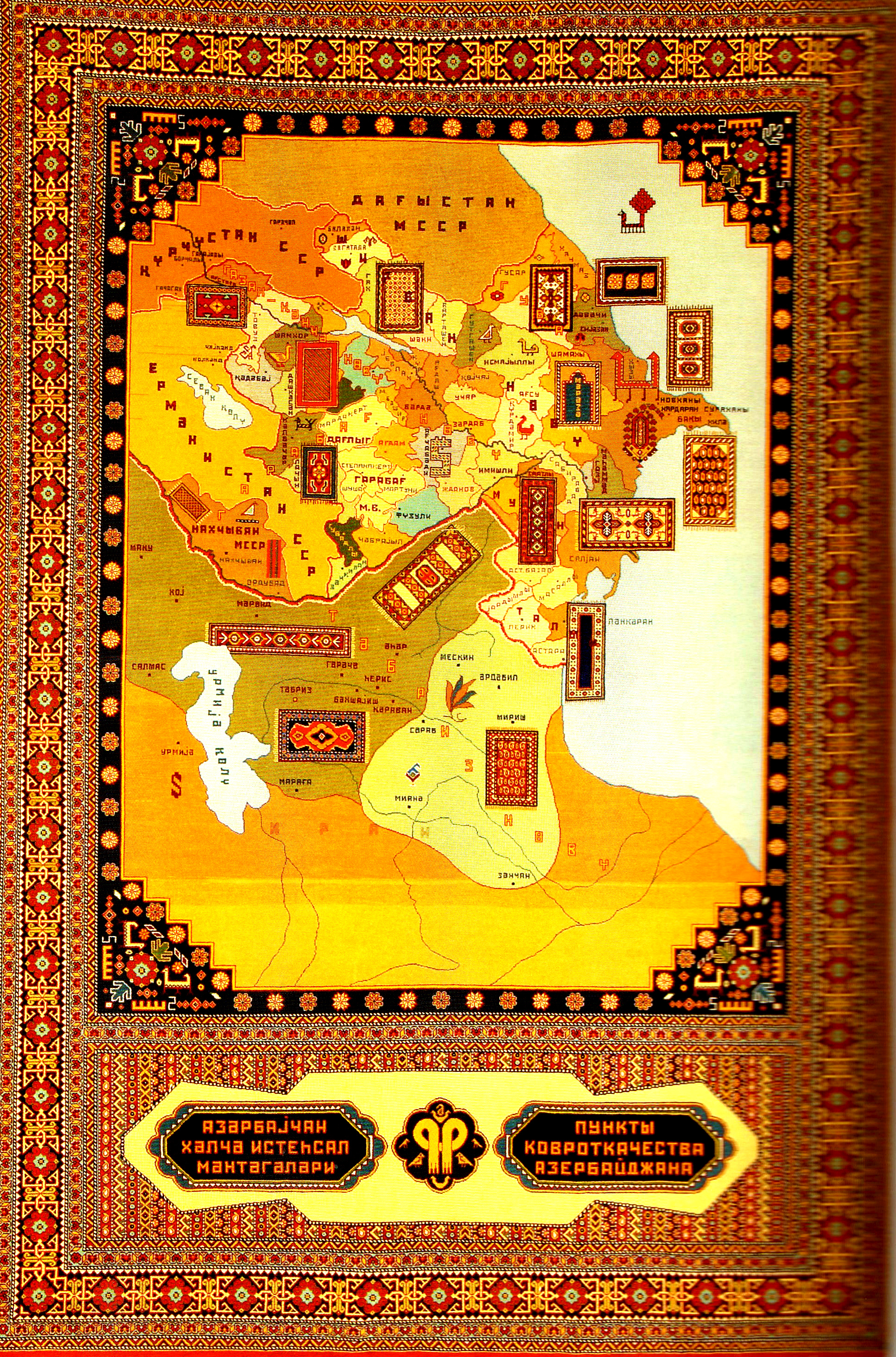
Ковёр «Центры ковроткачества Азербайджана». 1984 год. Музей Ковра имени Лятифа Керимова (Баку)

В Азербайджане существовали взаимно влияющие и обогащающие друг друга локальные школы ковроткачества. В настоящее время по художественно-техническим особенностям выделяют семь признанных ковровых школ: Бакинскую, Кубинскую, Ширванскую, Гянджинскую, Газахскую, Карабахскую и Тебризскую.

### Ширванская школа ковра
Ширванская школа охватывает такие города, как Шемахы, Мараза, Ахсу, Кюрдамир, Газимаммед (Гаджигабул), Гёйчай и близлежащие сёла. В Ширванскую школу входят такие композиции, как Мараза, Гобустан, Биджо, Ширван, Кюрдемир, Шильян, Ширалибейли, Чуханлы, Сор-Сор, Гаджигабул, Набур, Исрафил, Арджиман, Пирхасанлы, Джагирли, Джемджемли, Шильйан, Сор-сор и т. д.. Энциклопедия Британника даёт следующее описание «ширванских ковров»:
Ширванские ковры (англ. Shirvan rug) — ковры, сотканные вручную в Ширванской области Азербайджана на юго-восточном Кавказе. В отличие от бакинских ковров, большинство ширванских ковров небольшого размера, ковры, сотканные в южной части области вокруг города Сальяны, бывают длинными и узкими. В области вокруг города Мараза соткано много молитвенных ковриков, включая известный тип с бутой на синем фоне. Маленькие Ширванские коврики не являются определённо опознаваемыми как деревенские ковры, поскольку они отличаются диапазоном геометрических фигур и границ. Их вообще менее точно ткут, чем кубинские ковры, хотя они более прекрасны чем казахские ковры, сделанные в западном Азербайджане. Ширванские коврики обычно ткут из шерсти, некоторые обрамлены хлопковыми краями.
По композиции «ширванские ковры» делятся на две категории. К первой относятся ковры без декорированных границ. Широким полосам присущи гексагональные мотивы или триангулярные формы. Встречаются также зигзагоподобные узоры. Одним из распространённых узоров таких ковров являются изображения звездообразных узоров, которые часто бывают выстроены рядами. Основным материалом как и для большинства азербайджанских ковров служит шерсть.
Богатая композиция и дизайн «ширванских ковров» широко известны со средних веков, сведения о них доходят до нас благодаря средневековым путешественникам. Энтони Дженкинсон, посетивший Азербайджан в 1562 году описывает два основных типа азербайджанских ковров, производимых в Ширване — халлы (ворсистый) и деджими. Он также подробно описал поразившую его роскошь приёма Абдулла-ханом, тогдашним правителем Ширвана. Он упоминал и «шитый шёлком и золотом шатёр», и что «весь пол в его шатре был покрыт богатыми коврами, а под ним был постлан квадратный ковёр, шитый серебром и золотом, на который были положены подушки соответственного достоинства», и что сам Абдулла-хан был «богато одет в длинные шёлковые и парчовые одежды, расшитые жемчугом и драгоценными каменьями. На голове у него был остроконечный тюрбан вышиной в пол ярда из богатой золотой парчи, обёрнутый вокруг куском индийского шёлка длиной в 20 ярдов и расшитый золотом». «Ширванские ковры» экспортировались также в другие страны. Так в 1648 году в Россию согласно М. Х. Гейдарову было отправлено два, а в 1688 году три Шемахинских ковра. «Ширванские ковры» типа сумах выставлены в Музее Виктории и Альберта в Лондоне. На одном «ширванском ковре» из музея изображены всадник и верблюды (как на ковре «шадда»), на другом геометрические узоры.
Технические характеристики: для этих ковров характерно особое плетение, которое позволяет разместить до 3000 узлов на квадратном дециметре, основа бывает как шёрстной, так и хлопковой, челнок от двух до трёх прокидок утка, узел симметричный, плетение тонкое, на ощупь ковры отличаются особой мягкостью.
Цветовая гамма: используются как тёмные, так и светлые тона, характерными цветами основного фона этих ковров являются красный и синий с комбинацией зелёного, для поля иногда используется также жёлтый, шафрановый, голубой цвета и цвет слоновой кости. На фоне используемых сдержанных оттенков центрального фона, чёрные и тёмно-зелёные контуры бордюров приобретают большую рельефность. Для ковров, сотканных в Мугани, характерна полихромная гамма пастельных и густых цветов, наиболее часто используются густой синий в комбинации с жёлтым и красным цветом, полученным из кошенили.

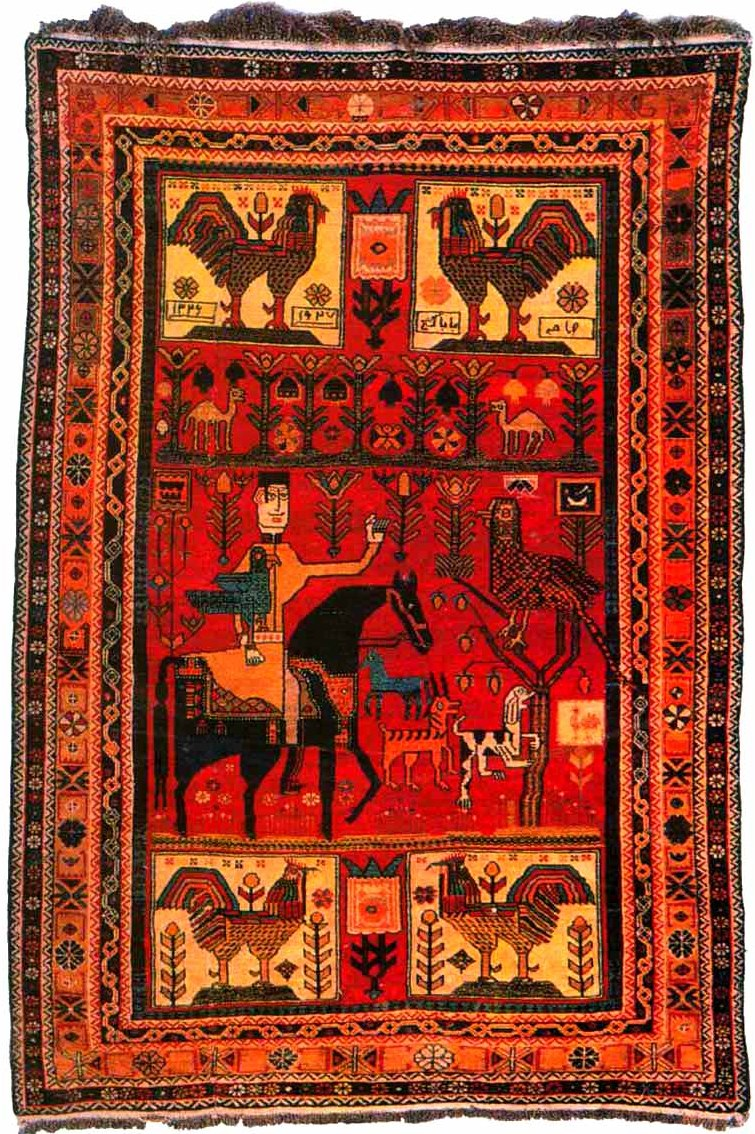
Ковёр «Овчулуг», Ширванская школа. Азербайджанский государственный музей ковра и народно-прикладного искусства
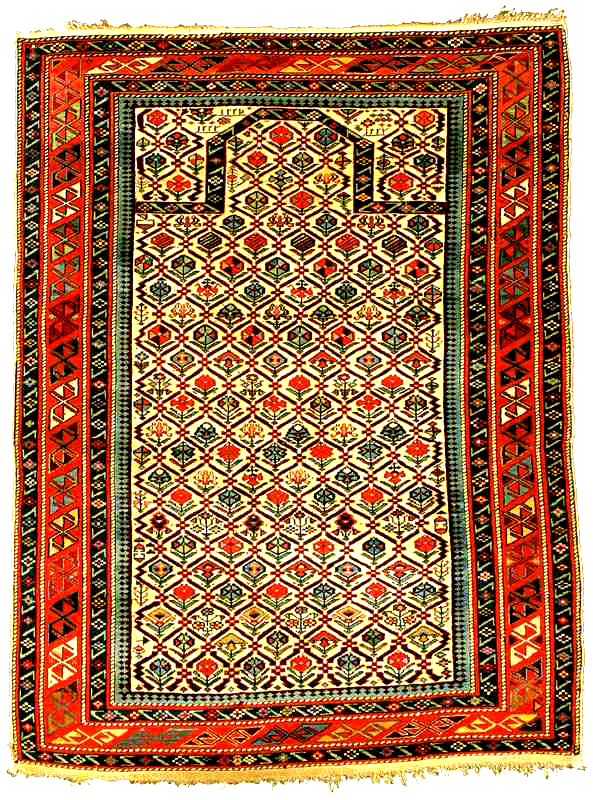
Молитвенный ковёр, выставленный на аукционе Сотби 29 апреля 2004 года. Ширванская школа. 1875 год
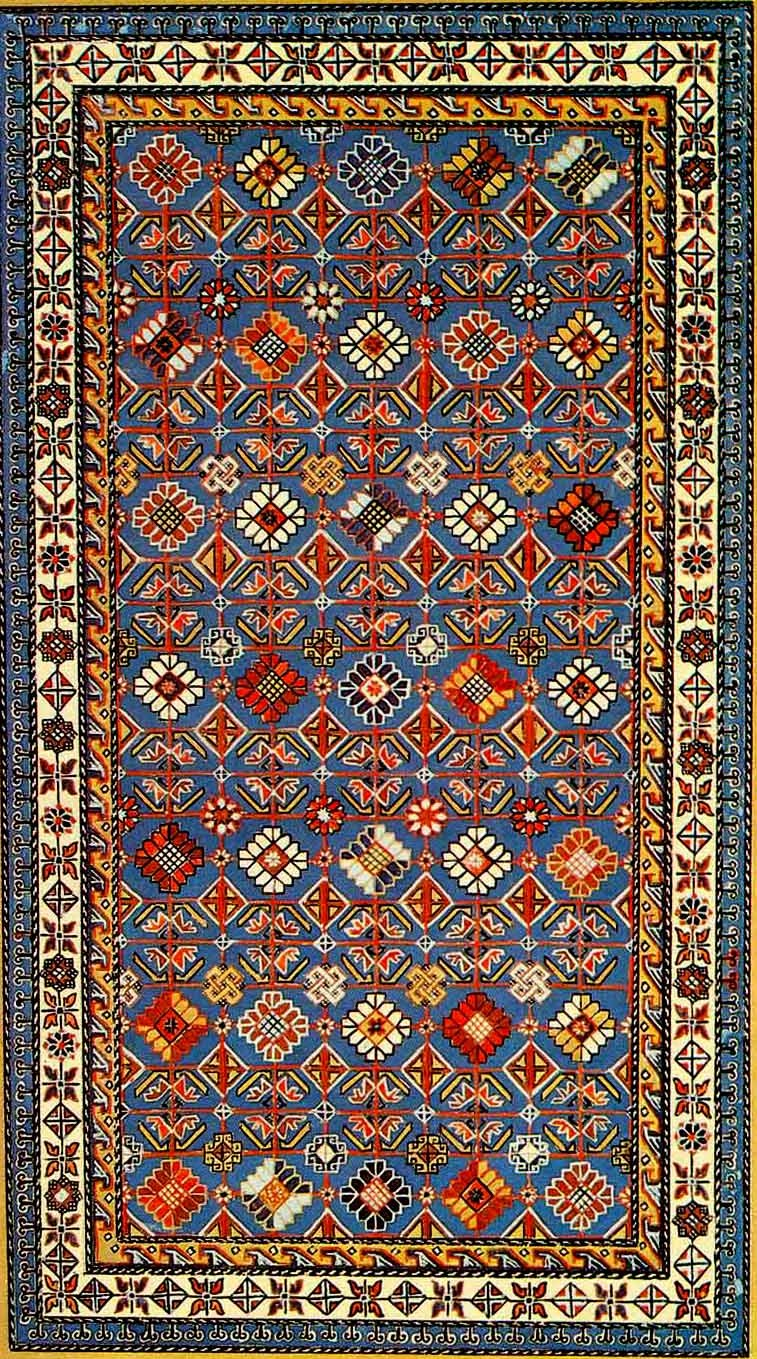
Шерстяной ковёр «Сумах» из Шамахи. Ширванская школа. XIX век
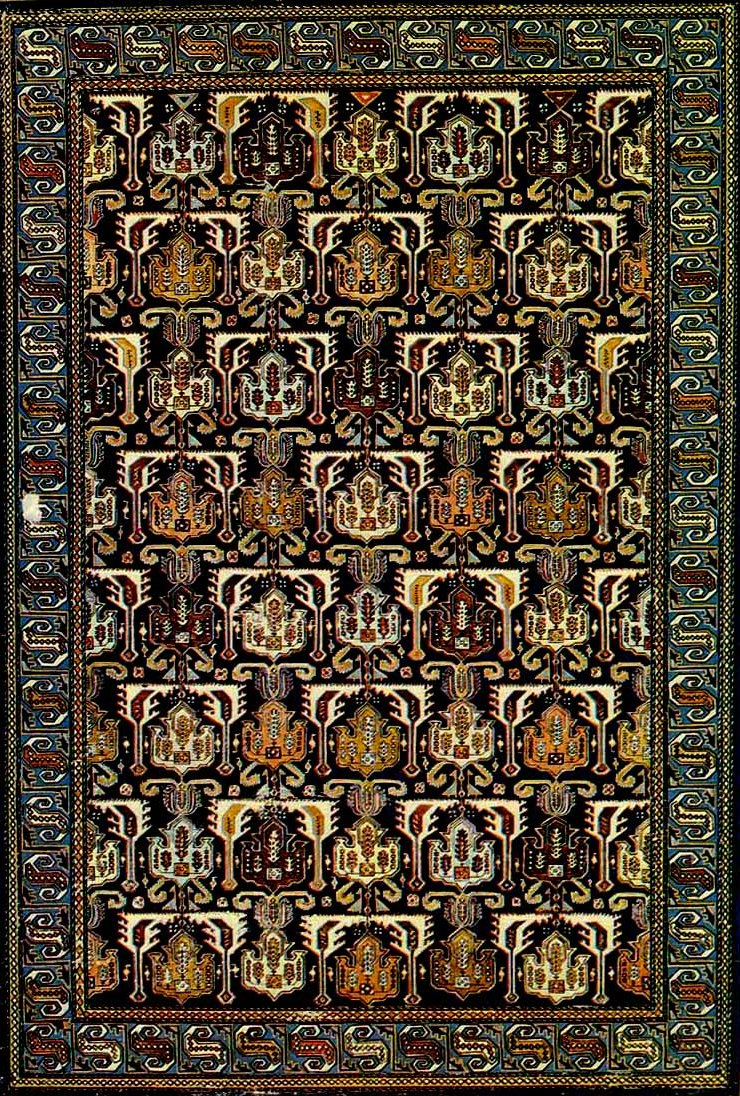
Ковёр из Шамахи. 1850 год.

### Карабахская школа ковра

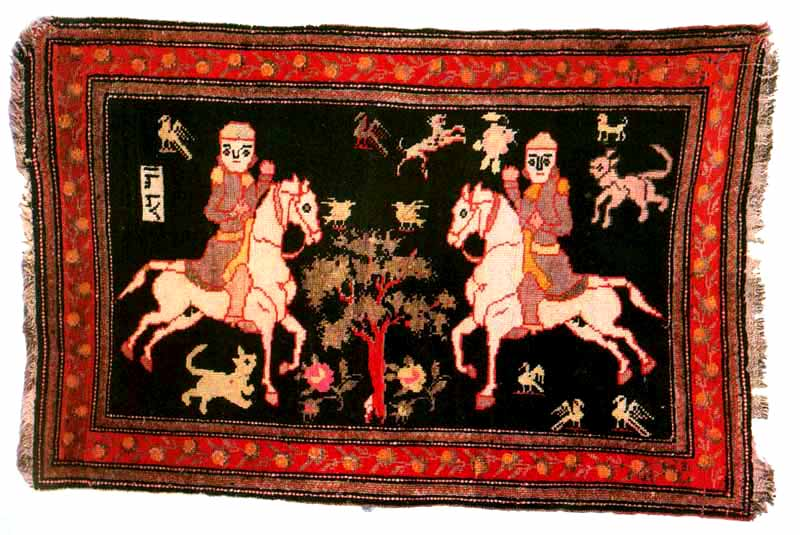
Ковёр «Овчулуг». Карабахская школа. Азербайджанский государственный музей ковра и народно-прикладного искусства

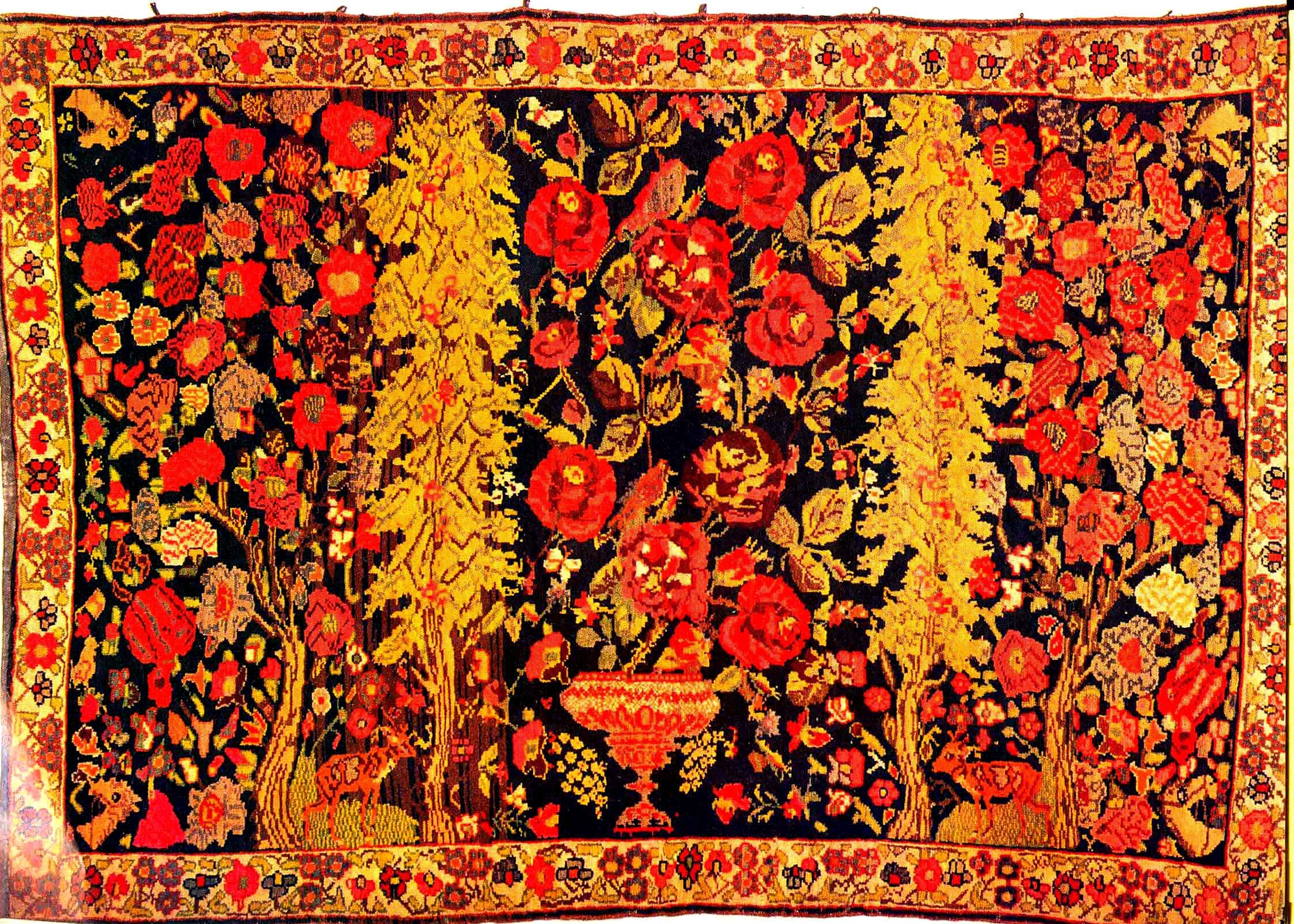
Ковёр «Багчадагюлляр». Карабахская школа. Азербайджанский государственный музей ковра и народно-прикладного искусства

Карабахская школа охватывает юго-западный регион Азербайджана. Включает такие поселения как Шуша, Малыбейли, Гиров, Дашбулаг, Довшанлы, Туг, Туглар, Мурадханлы, Гадрут, Гасымушагы, Кубатлы, Гозак, Мирсейид, Багирбейли, Ханлыг, Тутмаз. Широко были распространены в Джебраиле, Агдаме, Барде и Физули. Во многих сёлах производились ковры и выставлялись на продажу. Частью Карабахской школы ковра являются также ковры Зангезура и Нахичевана. Известны такие композиции, как Аран, Бахчадагюллер, Балыг, Буйнуз (ковёр), Барда, Бахманлы, Карабах, Годжа, Касымушагы, Ламбараны, Муган, Талыш, Лампа, Малыбейли, Хангарвард, Ханлыг, Хантырма, Челеби, Шабалыдбута и т. д. «Карабахские ковры» описаны в Энциклопедии Британника:
Карабахские ковры (англ. Karabagh rug) — ковры, сотканные вручную в Карабахе (территория Азербайджана, контролируемая армянами), севернее ныне существующей границы с Ираном. Карабахские ковры более схожи с Персидскими коврами по орнаментной и цветовой структуре, чем с коврами других частей Кавказа, и очень трудно различить китины Карабахских ковров от аналогичных в коврах Караджа, на юге, в Иране. Определённо, Карабахские ковры имеют сходство с коврами Ширвана на севере Азербайджана.

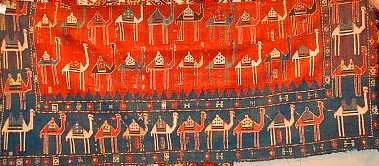
Ковёр «Шадда»

В конце XIX века Я. Зедгенидзе отмечал, что ковроткачеством в Шуше в основном занимались азербайджанцы. О ковроделии в азербайджанских деревнях согласно М. Х. Гейдарову свидетельствуют и эпиграфические произведения XVI века из Лачинского района Азербайджана и из села Уруд Сисианского региона Армении.

#### Ковёр «Шадда»
Одним из наиболее известных азербайджанских ковров из Карабаха является ковёр «Шадда» (азерб. Şəddə). Известен ковёр Шадда, сотканный в деревне Лянбяран близ Барды. Ковёр был соткан в двух полотнах, которые были сшиты вместе по краям. Границы шиты красными полосами, что придаёт ковру особую тональность. Изображения верблюдов сотканы из особой ткани, белые части — шёлком. Ковёр вида Шадда хранится также в Государственном музее Грузии имени Симона Джанашия. Будучи изделием XVIII века, он является наиболее старинным экспонатом музея среди ковров. Ковёр был приобретён в Азербайджане в 1866 году основателем музея Густавом Радде
| |                               | |                                                                                    | |
| Ковёр «Муган». Карабахская школа. Азербайджанский государственный музей ковра и народно-прикладного искусства | Ковёр «Ханлыг». Шуша. XIX век | Ковёр «Шабалыт бута». XVIII век. Азербайджанский государственный музей ковра и народно-прикладного искусства | Шерстяной драконий ковёр «сумах» XIX века. На ковре изображены драконы в форме «S» | Ковёр «Сахсыдагюлляр». Карабахская школа. Азербайджанский государственный музей ковра и народно-прикладного искусства |

### Кубинская школа ковра
Кубинская школа охватывает северо-восточный регион Азербайджана. «Кубинская школа» ковров подразделяется на следующие типовые подгруппы: горная зона — город Куба, и его окрестности — сёла Кохне Губа, Алпан, Хырдагюль-чичи, Зохрами, Сумагобаг, Гюмюль, Халфалар, Гедим Минаре, Хаджигаиб и Алчагюльчи; и близлежащие сёла Ордудж, Афурджа, Йерфи, Джек, Грыз, Арсалан, Хан; низменная зона — город Дивичи и сёла Чай Гарагашлы, Гаджи Гарагашлы, Моллакамал, Лежеди, Пирабадил, Херат-Пирабадил, Зейва, Заглы, Алиханлы, Билиджи, Угах и Чарах. К этой школе относят и ковры Дербента. Кубинская школа оказала сильное влияние на становление и развитие центров ковроткачества вокруг города Кусары и сёл Кусарского района Хил, Ясаб, Имамкуликент. «Кубинские ковры» следующим образом описываются в Энциклопедии Британника:
Кубинские ковры (англ. Kuba carpet) — ковры из Кавказа, сотканные около Куба (ныне город Губа) в северном Азербайджане. Кубинские ковры середины прошлого столетия, сотканы в деревнях, сосредоточенных вокруг городов Передил, Девечи, Гонагкенд, Зейве, Карагашлы и Кусары. Эти ковры самые трудные из группы Кавказских ковров, особенно сделанные в Передиле, которые украшены необычайным геометрично-цветочным узором на синем или кремовом фоне. Гонагкендские ковры часто характеризуются большим центральным медальоном, в то время как ковры, маркированные как Karagashli, обычно содержат некоторые изолированные элементы персидского ковровой вязи (ветки растений и рак). Самый общий тип большого красно-полевого Кавказского ковра типа «сумак» (soumak) был соткан в городе Кусары. В первой половине 20-го столетия ещё одна группа ковров 17-го и 18-го столетия была идентифицирована, как сотканные в Кубе. Эти Кавказские ковры, с изображением дракона, порой достигали 6 метров в длину. В этих коврах также использовались персидские геометрические узоры, но теперь эти ковры идентифицируются, как ковры, сделанные в Карабахе или Гяндже.
«Кубинские ковры» декорируются обычно со сложными медальонами, имеющим широкое распространение у ткачей этой школы. Обычно медальоны изображаются по ряду по всей длине ковра. Декорируются интересными композициями также границы полотна, которые как правило бывают узкими. Очень мало места остаётся пустыми. По композициям эти ковры очень разнообразны. Распространены цвета от тёмных до мягких. Материалом для таких ковров служит нежная шерсть. В декорации ковров Кубинской школы присутствуют различные геометрические узоры и орнаменты, встречаются изображения животных и растений. Известны такие композиции как Гедим-Минаре, Гимиль, Алпан, Голлу-чичи, Пирабадиль, Гаджигайыб, Грыз, Джек и др.
Исследователь коврового промысла Губинского уезда И. М. Кара-Мурза отмечал, «что местные кустари констатировали поднятие промысла, выразившееся в увеличении числа хороших мастериц, в улучшении узоров», что объяснялось «возрастающим спросом на ковровые изделия».
Технические характеристики: высокий бархатистый ворс, чрезвычайно упругий и пружинистый, очень плотная на ощупь фактура, которой с помощью техники «лулбаф» придаётся высокая прочность, изголовья иногда выполнены техникой в стиле «сумах», иногда же сделаны в виде «пчелиных сот». Нити основы — шерстяные, уток — шерстяные и хлопковые.
Цветовая гамма: фон центрального поля яркий, порой чрезвычайно насыщенного голубого цвета. Узоры выделяются выразительно, часто с помощью особых оттенков жёлтого и зелёного. Нередко встречаются и другие цвета — цвет натуральной шерсти, оранжевый и цвет слоновой кости.

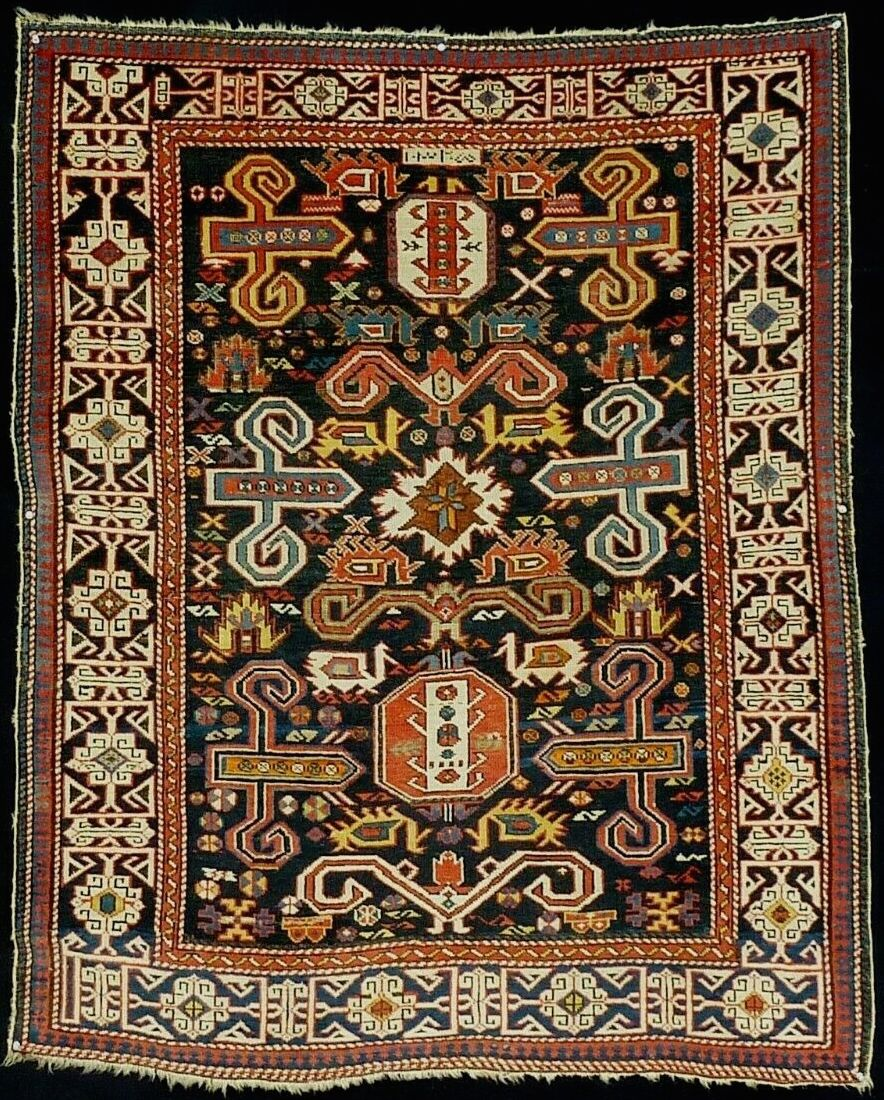
Ковёр «Пирабадил». Кубинская школа. 1907 год. Частная коллекция
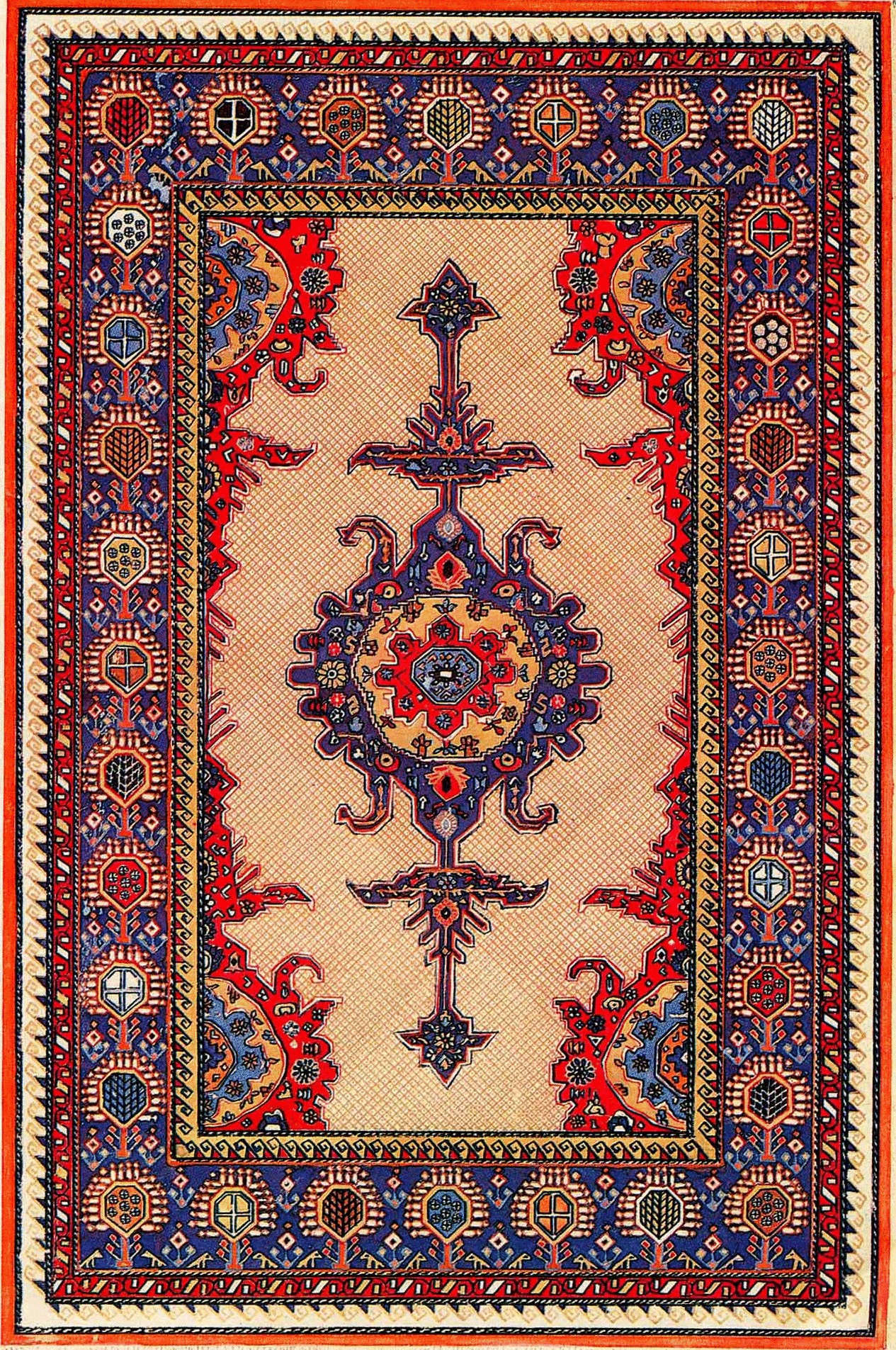
Ковёр «Гимиль». Кубинская школа. 1902 год. Азербайджанский государственный музей ковра и народно-прикладного искусства
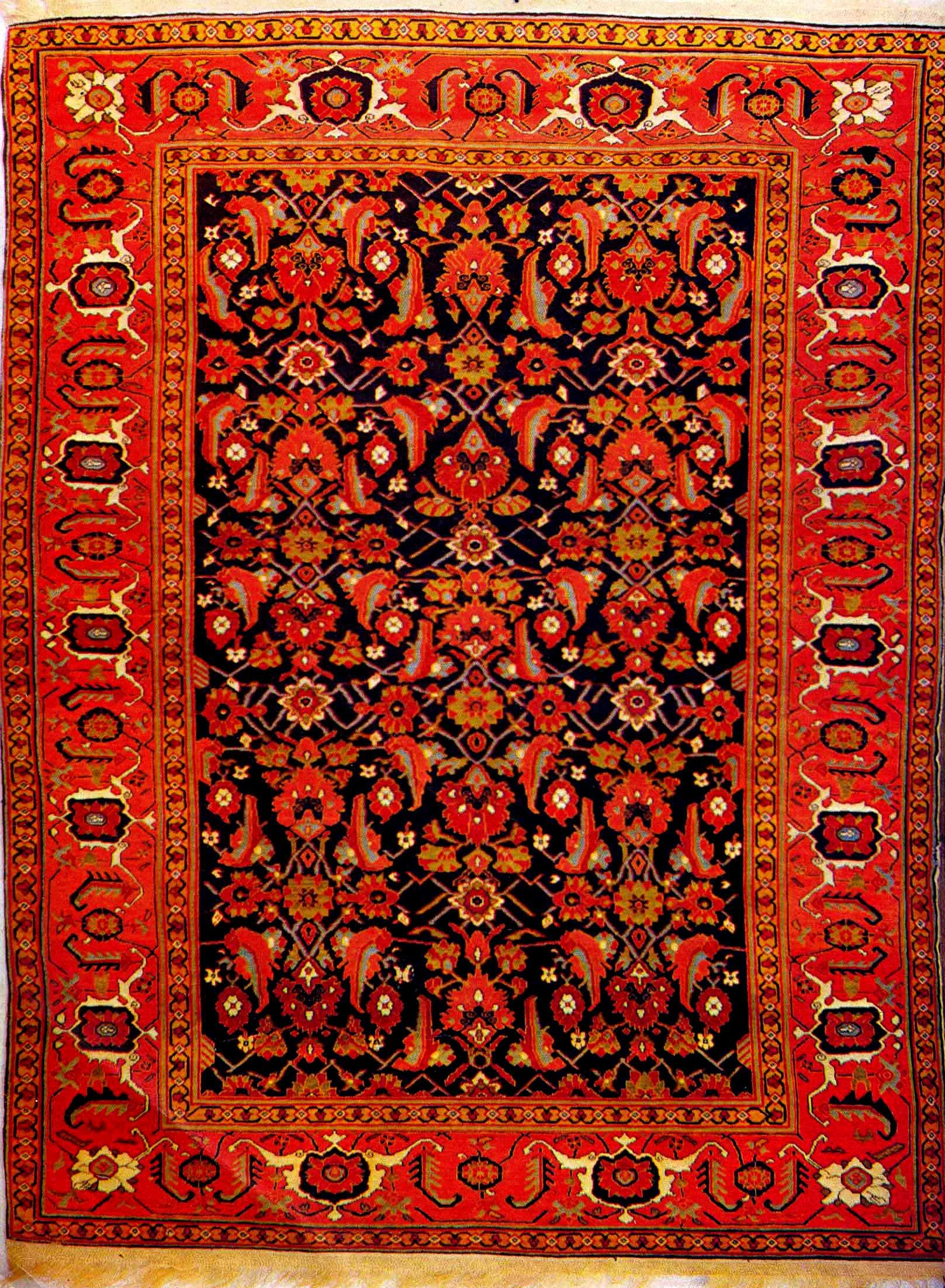
Ковёр «Герат-Пиребедиль». Кубинская школа. Азербайджанский государственный музей ковра и народно-прикладного искусства
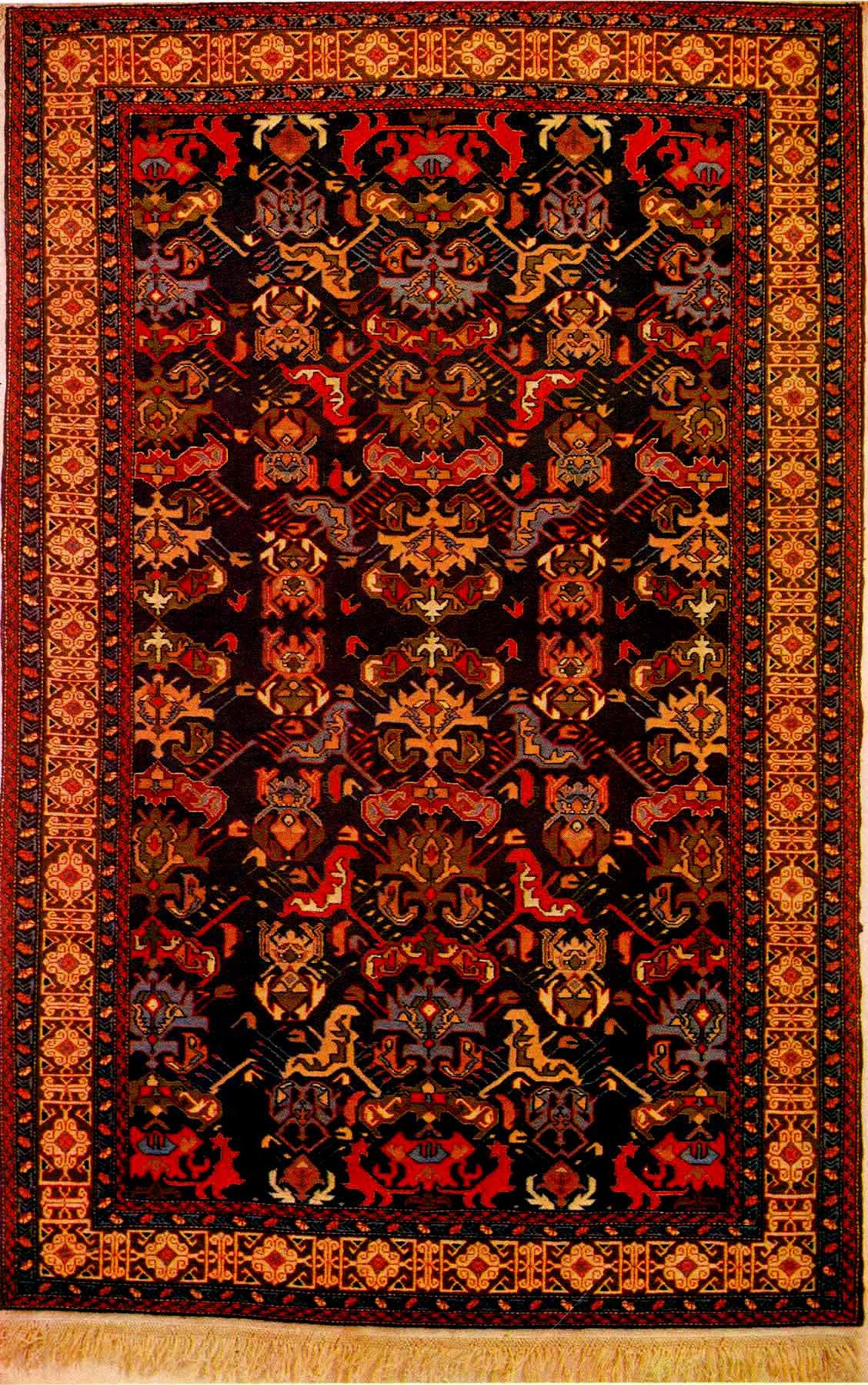
Ковёр «Ляджади». Кубинская школа. Азербайджанский государственный музей ковра и народно-прикладного искусства

### Казахская школа ковра
Казахская школа охватывает Казахский, Агстафинский и Таузский районы Азербайджана, Борчалы в Грузии, область Гокчи в Армении. Энциклопедия Британника так характеризует «казахские ковры»:
Казахские ковры (англ. Kazakh rug) — ковры, сотканные сельскими жителями, живущими в западном Азербайджане и во многих городах и деревнях в северной Армении и смежной южной части Грузии. Ткачи — вероятно, главным образом азербайджанцы, хотя и армяне и грузины приняли участие в производстве этих ковров. Казахские ковры в основном вытканы из шерсти, грубо связаны в симметрическом узле с длинной, блестящей грудой. В казахских коврах преобладают красный, синий цвет и цвет слоновой кости в смелых комбинациях с относительно простыми, но драматическими узорами. Ковры редко превышают 2-х метровую величину, молитвенные коврики бывают меньших размеров. Многие украшены тремя медальонами приблизительно равного размера, в то время как в некоторых коврах этой школы встречается иной формат узоров — центральный квадрат с прилегающими двумя меньшими квадратами в каждом углу.
Школа ковра Гокчи охватывала Бамбак, Ламбали, Иджеван, Каракоюнлу и округа Гокчи (ныне — Севан). Так, русский исследователь Кавказа М. Д. Исаев в книге «Ковровое производство Закавказья» писал, что «особо выделяется ковроткачество на северном берегу Севанского озера, обнимающего тюркские (азербайджанские) сёла».
Школа ковра «Борчалы» охватывает Борчалы, Гарачоп, Гачаган. Сюда входят такие композиции как Шыхлы, Борчалы, Гаймаглы, Гарагоюнлу, Гараязы, Гарачоп, Гачаган, Дагкесемен, Демирчиляр, Кемерли, Гокчали, Салахлы и др.
Среди «казахских ковров» особо выделяются так называемые «звёздные ковры» (англ. Star-kazak rugs, нем. Stern-Kasak Kaukasus), которые, в свою очередь, подразделяются на четыре группы в зависимости от фона ковра и величины звёздного узора. Впервые в 1980 году такую классификацию казахских ковров предложил английский искусствовед, эксперт по восточным коврам Роберт Пиннер.
Одним из самых ранних «звёздных ковров» считается ковёр «Девели» с изображением верблюдов на белом фоне и декорированный многочисленными ромбами.
Немецкий исследователь Фабио Форментон в книге «Восточные ковры», ссылаясь на ряд других авторов, пишет о ковре под названием «Битва Феникса с драконом» (середина XV века, Музей исламского искусства, Берлин), сотканном в Казахе. Отмечается также, что этот ковёр имеет S-образный символ дракона, похожий на такой же на коврах верни из Азербайджана.
Технически характеристики: «казахские ковры» чаще всего характеризуются, как грубошёрстные, производимые в сельской местности и считаются менее ценными по сравнению с городскими коврами, однако антикварные экземпляры этих ковров сотканы из самой лучшей шерсти, ковры в большинстве небольших размеров (1,5*2,0 или 2,20*2,60 метра), отличаются высокой стрижкой, плетение симметричное, средняя плотность — 800—1000 узлов на один квадратный дециметр, мягкие на ощупь, но тяжёлые по весу, от двух до восьми челночных нитей, основа шерстяная, плетение грубое.
Цветовая гамма: отличаются насыщенной колористической гаммой, используются в основном натуральные красители, широко распространены ярко красные цвета фона, получаемые из марены, синий, тёмно-синий, цвет слоновой кости, а хроматическая палитра ковров разнообразна и богата: синий, зелёный, жёлтый, голубой, бежевый, коричневый и чёрный.
|                                          |                                            |                                                                       |                                           |                                                                                            |
| Ковёр «Шыхлы». Казахская школа. XIX век. | Ковёр «Фахралы». Казахская школа. XIX век. | Ковёр из частной коллекции Грегори Кимбла. Казахская школа. 1900 год. | Ковёр «Борчалы». Казахская школа. XIX век | Ковёр «Казах». Казахская школа. XVIII век. Музей турецкого и исламского искусства, Стамбул |

### Абшеронская школа ковра

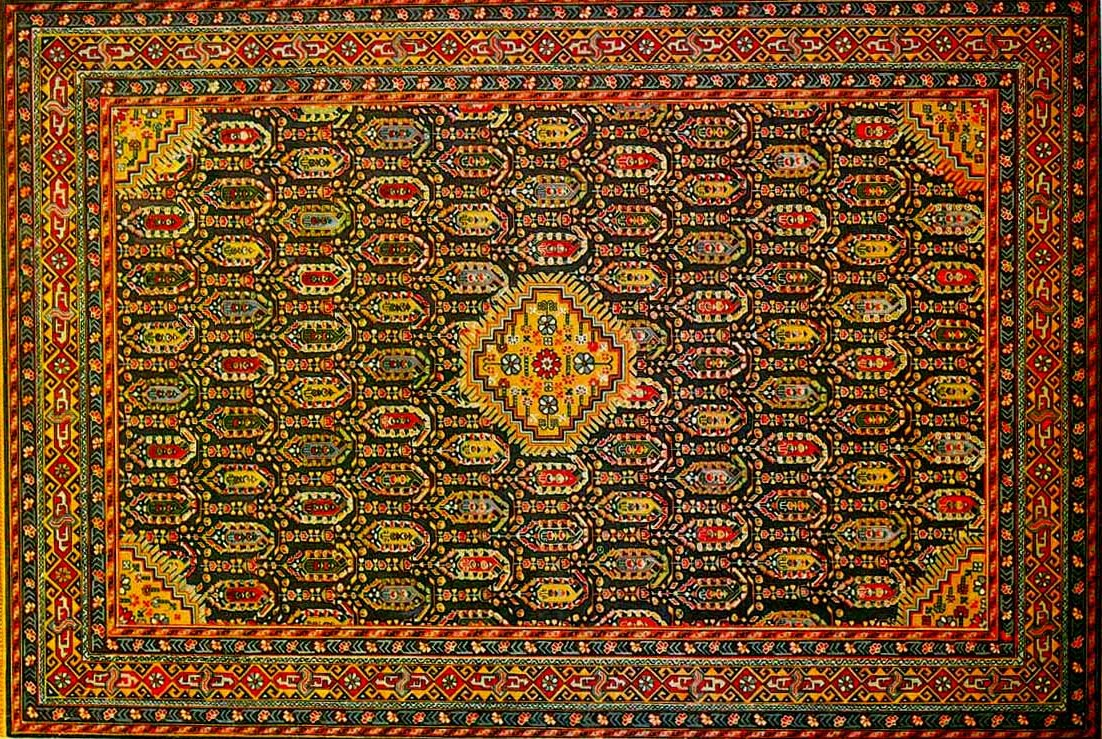
Ковёр «Хила-бута» из Баку. XVIII век.

Абшеронская школа охватывает апшеронские сёла: Горадиль, Новханы, Сураханы, Хилибута, Нардаран, Бюльбюля, Фатмаи, Мардакан, Кала, Хила. За пределом Апшерона включает регион Хызы. Известны также такие центры ковроткачества как Гади, Хил, Кеш, Фындыган и др. В Энциклопедии Британника «бакинские ковры» описываются следующим образом:
Бакинские ковры (англ. Baku rug) — ковры ручной работы, сделанные около города Баку, Азербайджан, главного порта на Каспийском море. Ковры ткались в Баку с 18-го столетия, а вероятно и раньше. Трудно определить, какие ковры были сотканы в городе, а какие в соседних бакинских деревнях Сураханы и Чилдаг. Так называемые ковры «Чиле» («Зили») наверняка сотканы именно в этих сёлах. Самые ранние из бакинских ковров были самыми большими из всей группы Кавказских ковров, достигая в размерах приблизительно 1,5 на 3,6 метра. Наиболее часто бакинские ковры украшались орнаментом в виде цветочных веток и крабов. В коврах более позднего периода производства присутствует хлопок и узор в виде «буты» и маленького медальона. У большинства этих ковров синий фон.
Ковры характеризуются мягкостью и интенсивностью цветов, оригинальными геометрическими узорами. К декорациям этих ковров часто приурочены геометрические узоры, а также изображения растений. Часто центральный фон «бакинских ковров» украшен медальоном прямоугольной или шестиконечной формы, используется мотив удлиненных многоугольников со ступенчатым абрисом, часто содержащим эзотерические символы, к примеру число «4» и восьмиконечные длинные «звезды». В более традиционных схемах используются афшан и кхаранги, присутствуют растительные мотивы пальметт, стеблей и листьев. В полосах бордюра можно встретить орнамент с изображением бегущего пса, орлиного клюва, зубчатых и чашеобразных листьев. Иногда в качества орнамента используются крючкообразные ромбы, эта традиция заимствована у туркменских ковроделов.
Большинство ковров носят названия мест и сёл, где они были сотканы. Примерами таких ковров служат такие известные композиции как Хилабута, Хила-Афшан, Новханы, Сураханы, Кала, Бакы, Горадиль, Фатмаи, Фындыган, Гади и др. Одним из наилучших произведений бакинской школы ковроткачества является ковёр «Зили», сотканный в манере, схожей с ковром «Шадда»
.
Технические характеристики: покрой ковров довольно рыхлый, плетение средней тонкости, основа шерстяная и хлопковая, шерсть хорошая и мягкая на ощупь, челнок завязан двойной нитью, узел симметричный.
Цветовая гамма: характерны бледные, почти прозрачные цвета, гармоничные сочетания синего, голубого, бежевого, цвета слоновой кости, жёлтого, шоколадного и чистых тонов красного.

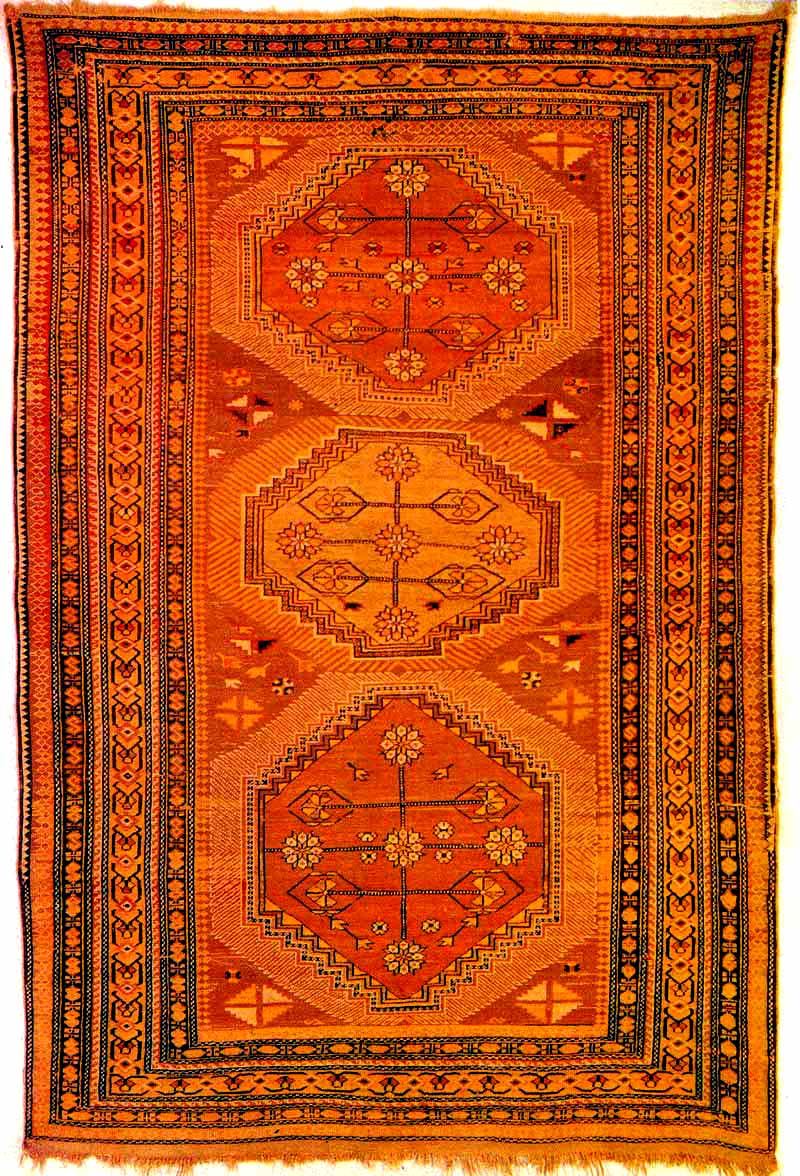
Ковёр «Сураханы». Абшеронская школа. Начало XX века. Азербайджанский государственный музей ковра и народно-прикладного искусства
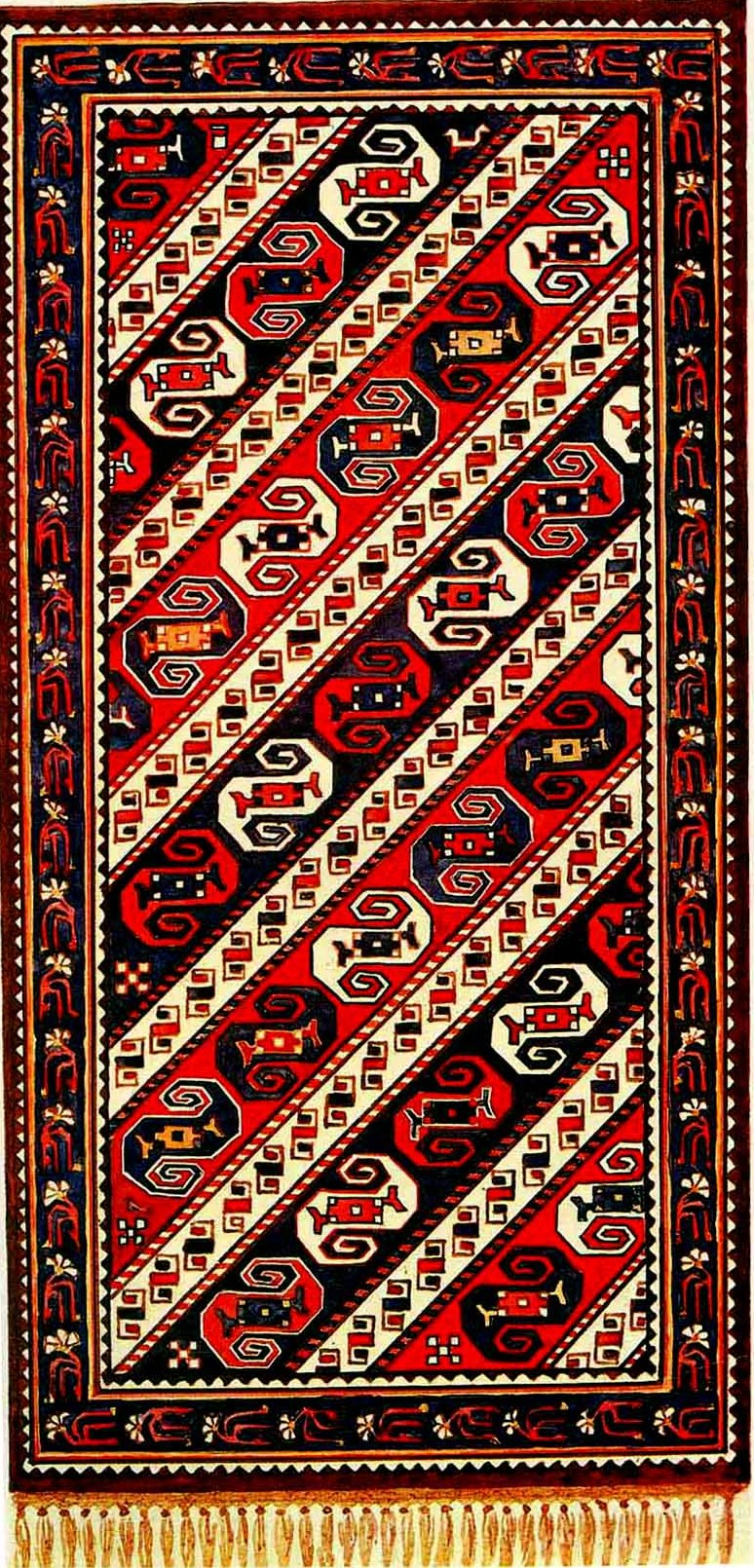
Ковёр «Баку». Абшеронская школа. Азербайджанский государственный музей ковра и народно-прикладного искусства
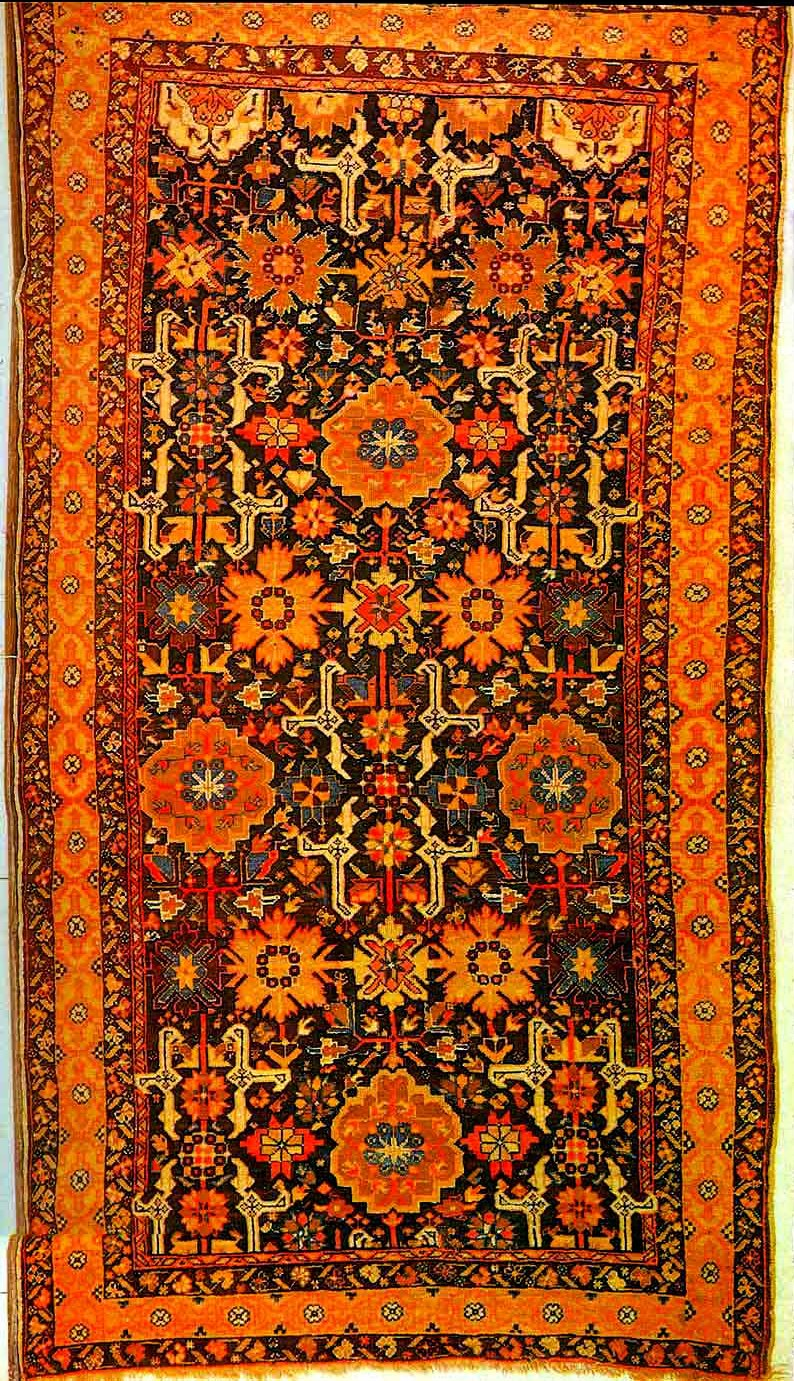
Ковёр «Хила-Афшан». Абшеронская школа. Азербайджанский государственный музей ковра и народно-прикладного искусства
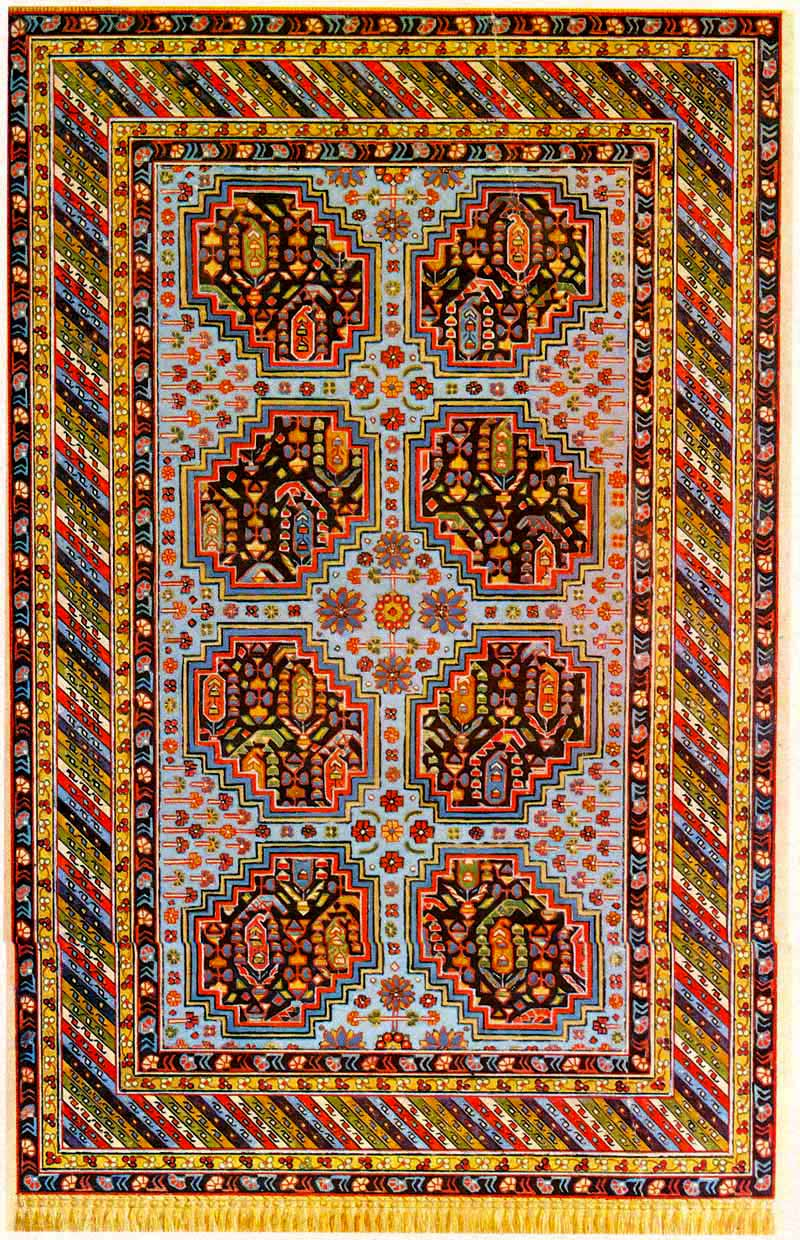
Ковёр «Хила-бута». Абшеронская школа. Азербайджанский государственный музей ковра и народно-прикладного искусства

### Гянджинская школа ковра
Гянджинская школа ковра охватывает город Гянджа и ближайшие сёла, а также Кедабекский, Геранбойский, Шамкирский и Самухский районы. Центром этой школы является Гянджа. Ещё в X—XI вв. Гянджа была одним из крупных городов, производящих шёлк, шерстяные и шёлковые ковры. Энциклопедия Британника даёт седующее описание «гянджинских ковров»:
Гянджинские ковры (англ. Genje carpet) — ковры ручной работы из Азербайджана, сотканные в городе Гянджа (в советскую эпоху — Кировабад, в Российской империи — Елизаветполь) и его окрестностях. Ковры характеризуются простыми, угловыми узорами и насыщены интенсивными цветами. У гянджинских ковров чаще всего наблюдаются орнаменты, составленные из восьмиугольников, звёзд, или трёх геометрических медальонов, уложенных на ковре продольно. Типичные цвета — синий, тёмно-синий и насыщенный красный. Старые гянджинские ковры сделаны из шерсти, но в более новых коврах груды грубой шерсти, связанные узлом, переплетаются с хлопковым основанием. Гянджинские ковры вобрали в себя некоторые особенности казахских и карабахских ковров, так как область, производящая гянджинские ковры, находится между этими областями.
К Гянджинской школе относятся такие известные композиции как Гянджа, Гедим Гянджа, Голкенд, Фахрали, Чайкенд, Чайлы, Шадили, Чираглы, Самух и т. д. Ковёр для намаза «Фахрали» отличается своими художественными качествами и стилем шитья.
Технические характеристики: характерна удлинённая форма, высоко обрезанный ворс и симметричное плетение, фактура грубая и рыхлая на ощупь, основа шерстяная, челнок в виде двойной прокидки и утки, плетение полутонкое либо грубое.
Цветовая гамма: более яркие и насыщенные, чем «казахские ковры», часто встречаются синий в различных оттенках, красный, зелёный, жёлтый, бежевый, чёрный и коричневые цвета.
| |                                                                   | | | |
| Ковёр «Фахралы». Гянджинская школа. 1926 год Азербайджанский государственный музей ковра и народно-прикладного искусства | Ковёр-палас. Гянджинская школа. 1880 год. Аукцион Сотби, № 07977. | Ковёр «Кедабек» Гянджинская школа. Азербайджанский государственный музей ковра и народно-прикладного искусства | Ковёр «Гянджа». Гянджинская школа. Азербайджанский государственный музей ковра и народно-прикладного искусства | Ковёр «Чирахлы». Гянджинская школа. Азербайджанский государственный музей ковра и народно-прикладного искусства |

### Тебризская школа ковра

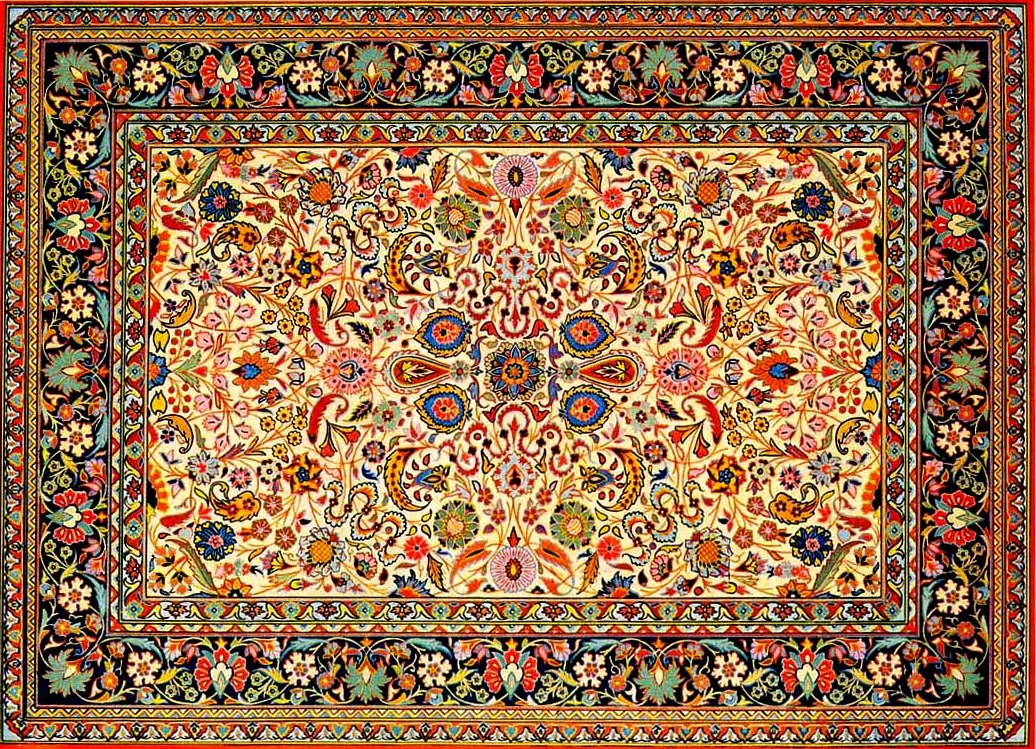
Ковёр «Афшан». Тебризская школа. XIX век.

География производства тебризских ковров охватывает города — Тебриз, Ардебиль, Марагу, Маранд, Маку, Хой, Урмию, Зенджан, Гараджа, Хериз (Гериз), Сараб, Ахмедабад, Мириш, Ахар, Сельмас, Гораван, Сенна, Карадаг и др. Широко известны такие композиции как Тебриз, Бахшайыш, Гередже, Гораван, Герис, Лечектурундж, Афшан, Агаджлы, Овчулуг, Дордфасил (азерб. Dörd fəsil - Четыре времени года).
Территория, которая ныне относится к Южному Азербайджану, и особенно Тебриз, издавна была известна как центр производства безворсовых ковров (паласов, килимов). Очень славились производимые здесь шёлковые паласы, ворсовые и безворсовые ковры из шёлка, затканные драгоценными камнями, с серебряными и золотыми нитями. Ещё в V—VI веках здесь изготавливались великолепные ковры, регион славился как «центр ковроткачества», о чём свидетельствуют путешественники того времени. Ковроткачество, стремительно развивавшееся при Сасанидах, с началом арабского господства в VII веке на некоторое время пришло в упадок, однако, стало вновь развиваться в IX веке, при этом арабский период наложил свой орнаментальный отпечаток в виде распространившихся животно-растительных узоров.
В последующем большую роль в развитии ковроделия в этом регионе сыграло тюркское влияние. XI и XII века принято считать периодом ренессанса Тебризской школы ковроткачества. С объявлением Тебриза столицей государства Великих Атабеков Азербайджана бурно развивается ремесленное производство в целом, и ковроткачество в частности. В XIII веке, в период монголо-татарского нашествия, ковроткачество снова переживает некоторый упадок, однако переселение многочисленных тюрко-монгольских семей и необходимость возрождения ремёсел в целях увеличения собираемости налогов приводят к последующему развитию ремёсел и ковроткачества. Усиленно развивается торговля с другими странами, генуэзские и венецианские купцы покупают в больших количествах местные ковры, и именно с этого времени отсчитывается первое появление тебризских ковров в Европе. В этот период в искусство региона проникают некоторые декоративные элементы, характерные для китайско—уйгурской живописи. С новой волной миграции в Азербайджан тюркского населения в XIV-XV веках, а именно в период нашествия войск Тимура, образования государств Кара-коюнлу и Ак-коюнлу, число местных ковроткачей во много раз увеличивается, так как среди пришлого тюркоязычного населения было много мастеров ковроткачества.
Ковры, сотканные в Тебризе, столице Иранского Азербайджана, и близлежащих городах и сёлах. Ковры ткались для нужд «шахского двора», резиденцией которого долгое время был Тебриз и поэтому в ткацкие цеха набирались самые именитые и умелые мастера. Уже с конца XVII века «тебризские ковры» производятся в основном для вывоза за рубеж, местные предприниматели организовывают многочисленные мастерские для производства ковров на экспорт. В конце XIX века большинство ткацких цехов и мастерских Тебриза попадают под контроль двух западных компаний, которые монополизируют рынок сбыта «тебризских ковров» — англо-швейцарская «Zigler» и немецкая «PETAG» («Persiche Teppiche AG»). Традиции ковроделия в Тебризе развиваются и в наше время, в городе и пригородах функционируют многочисленные ковроткацкие фабрики, а азербайджанцы Тебриза приобрели славу ткачей, способных соткать ковры любого качества и сложности, начиная от простых шерстяных заканчивая сложными шёлковыми коврами.

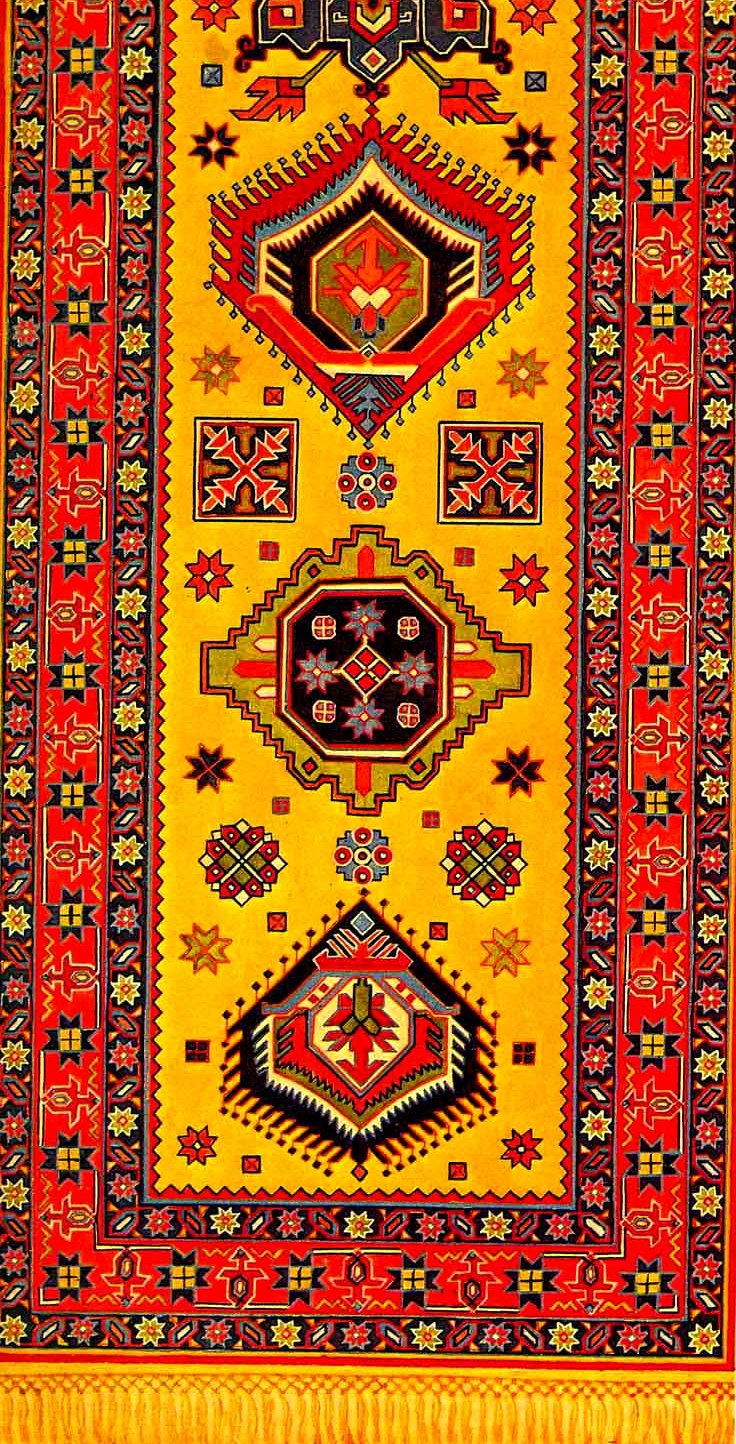
Ковёр «Гараджа». Тебризская школа. Азербайджанский государственный музей ковра и народно-прикладного искусства
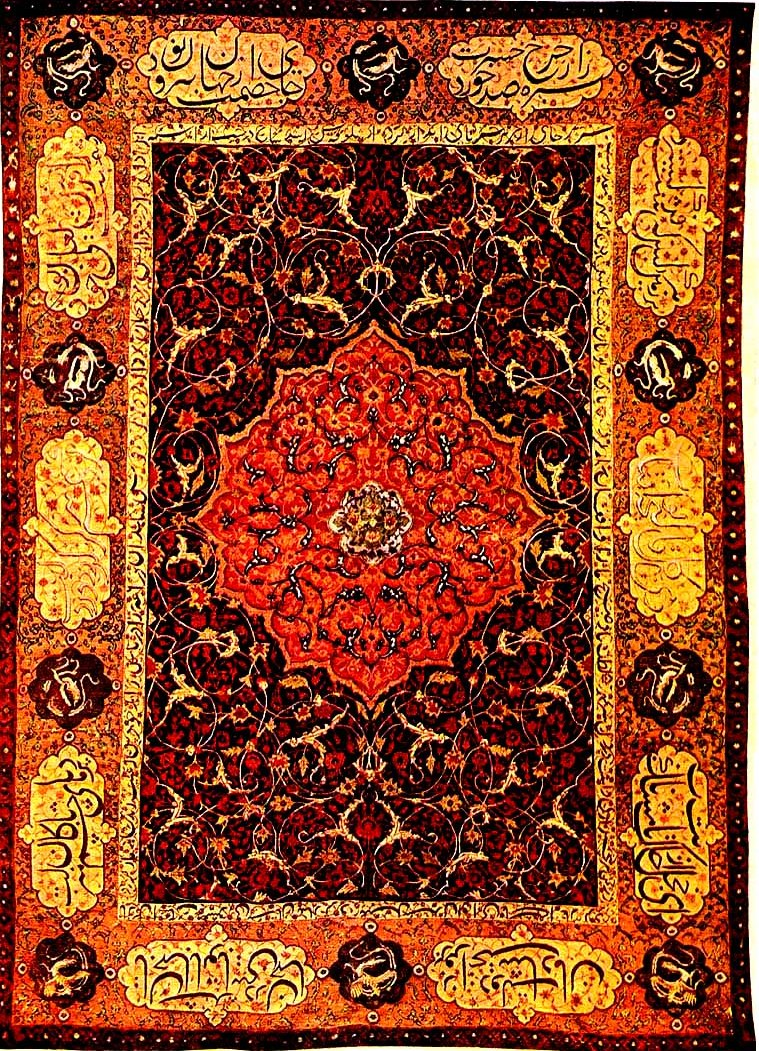
Ковёр «Тебриз». Тебризская школа. Азербайджанский государственный музей ковра и народно-прикладного искусства
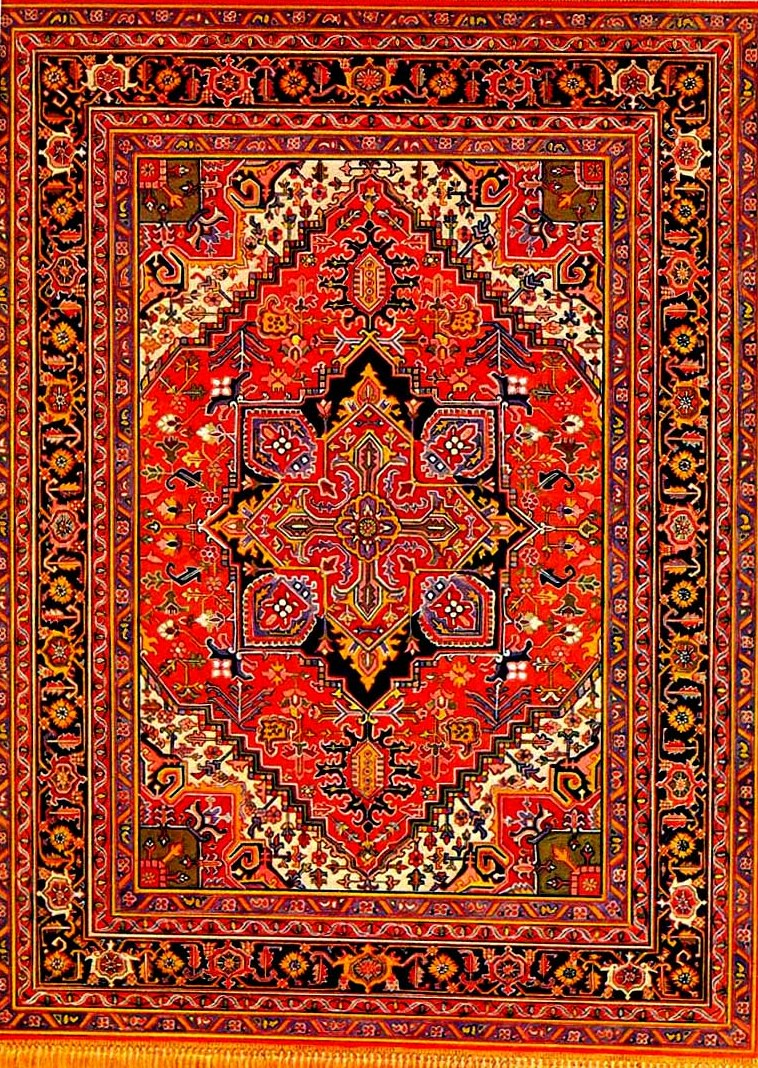
Ковёр «Герис». Тебризская школа. Азербайджанский государственный музей ковра и народно-прикладного искусства
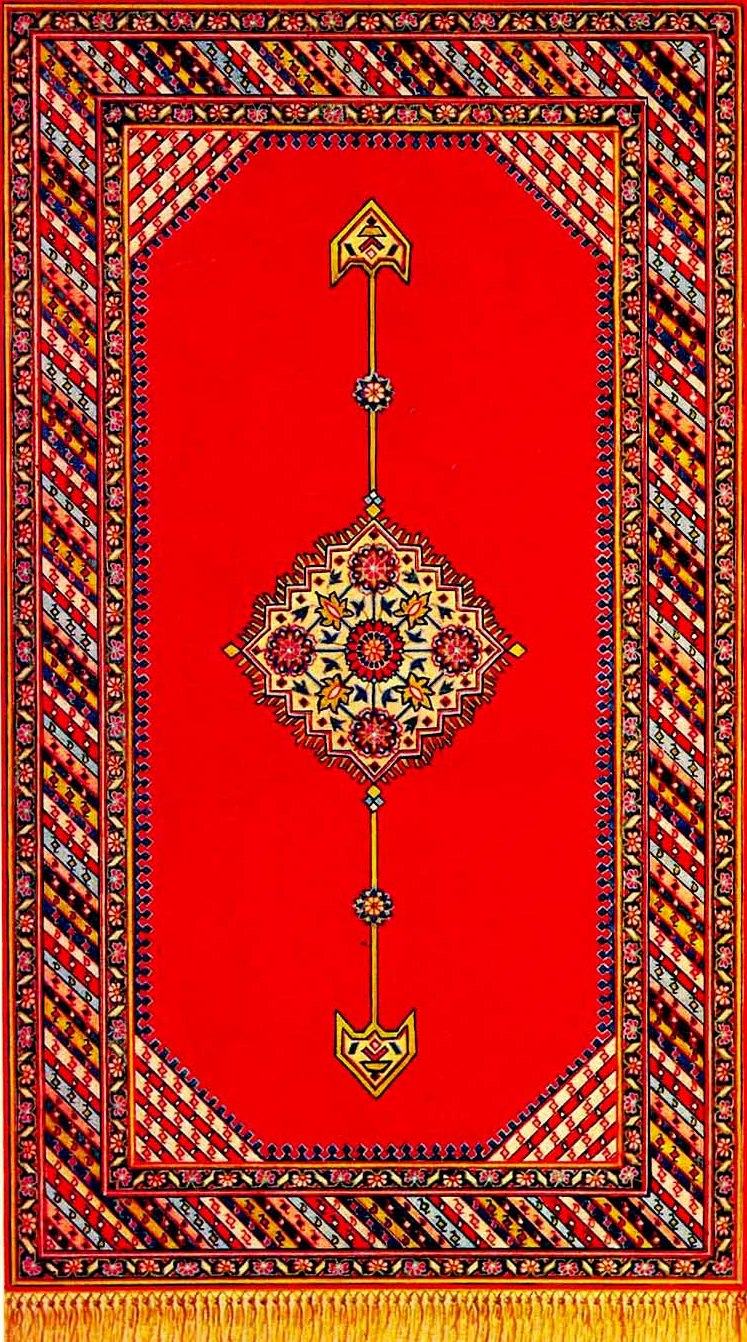
Ковёр «Бахшайыш». Тебризская школа. Азербайджанский государственный музей ковра и народно-прикладного искусства

### Ардебильские ковры
К Ардебильским относятся ковры, сотканные на территории нынешней иранской провинции Ардебиль, самыми известными из которых являются ковровые композиции Ардебиль, Шейх Сафи, Шах Аббас, Сараби, Зенджан, Мир, Ачма-юма. Известны также классические произведения, такие как Баг-бехишт, Баг-меше, Балыг, Бута, Дервиш, Кетебели, Гордест, Голлу-гюшели, Гюльданлы, Лейли и Меджнун, Мешахир, Мун, Намазлыг, Неджаглы, Сервистан, Сердари, Саханд, Силсилеви лечек, Фархад и Ширин, Хаям, Хатаи, Хеддад, Чархи-гюль, Джейранлы, и др..

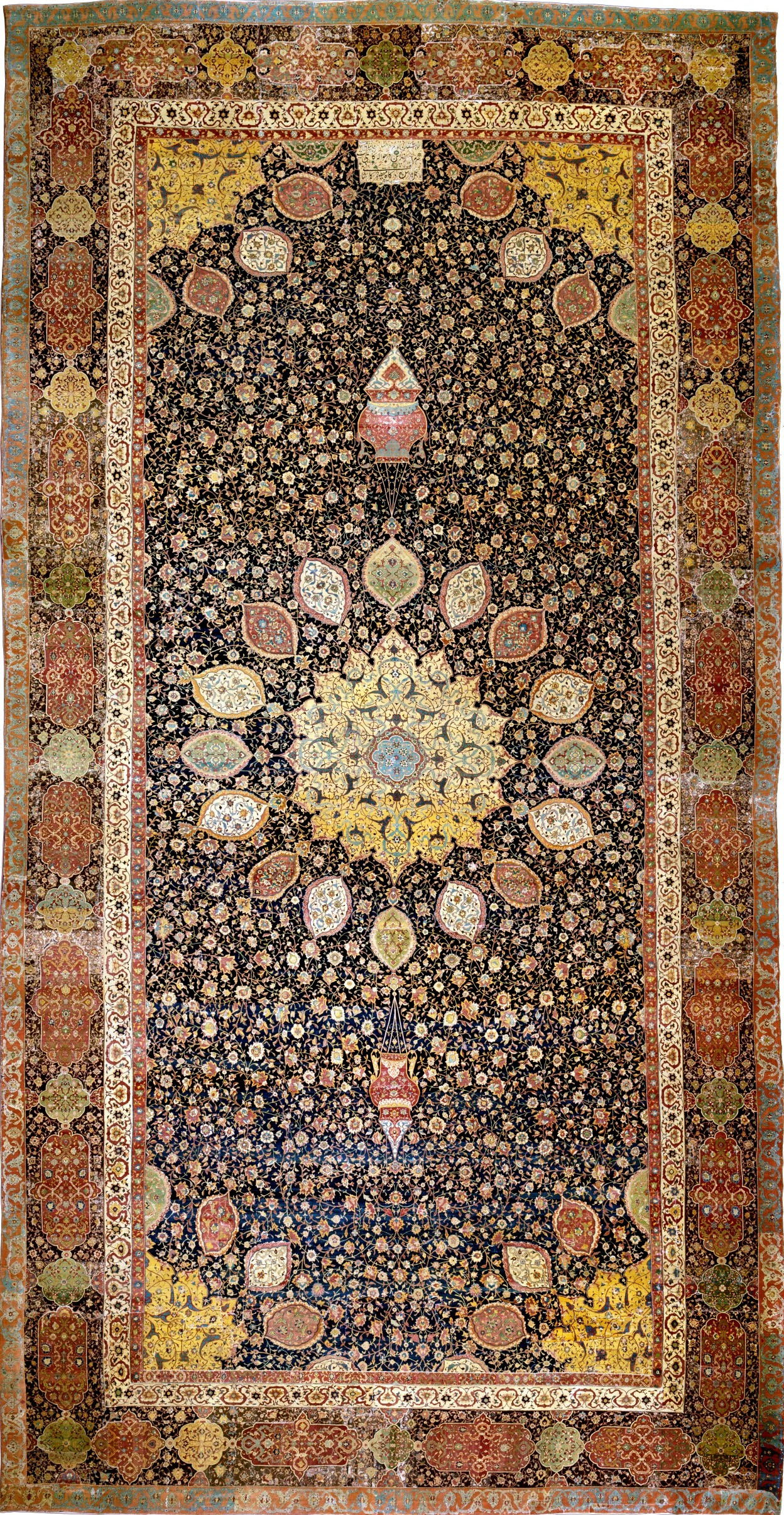
Ковёр «Шейх Сафи», 1539. Ардебильская школа, Музей Виктории и Альберта
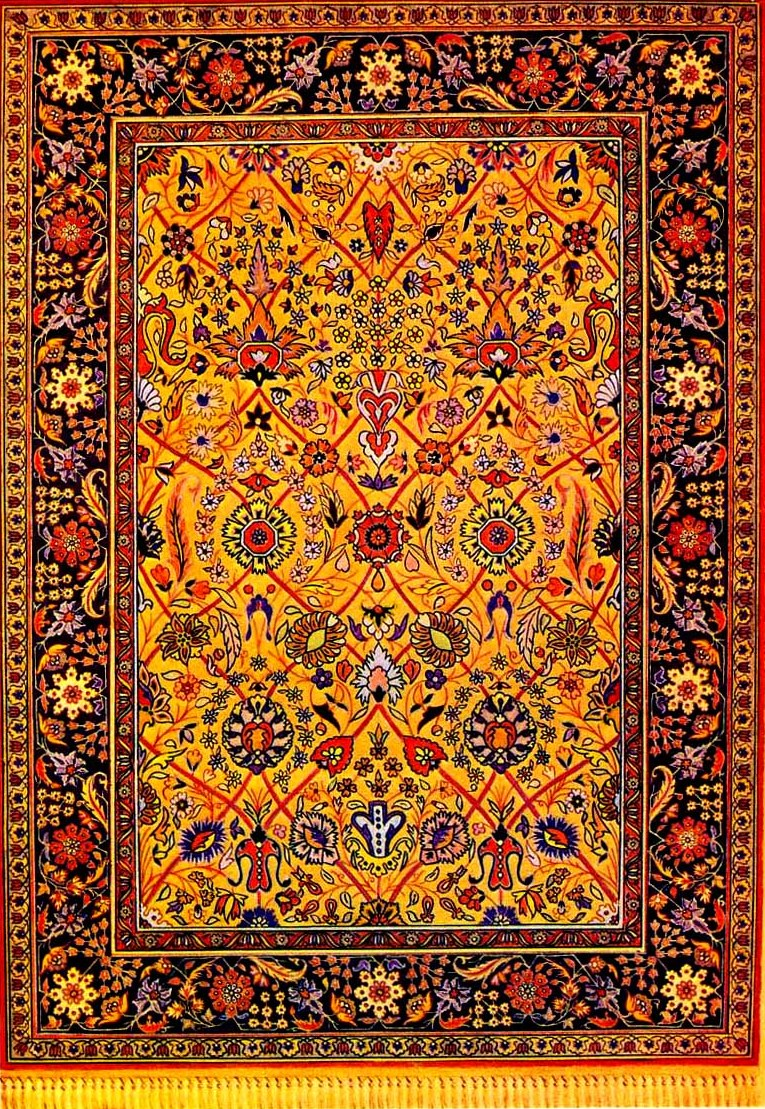
Ковёр «Шахаббасы». Ардебильская школа. Азербайджанский государственный музей ковра и народно-прикладного искусства
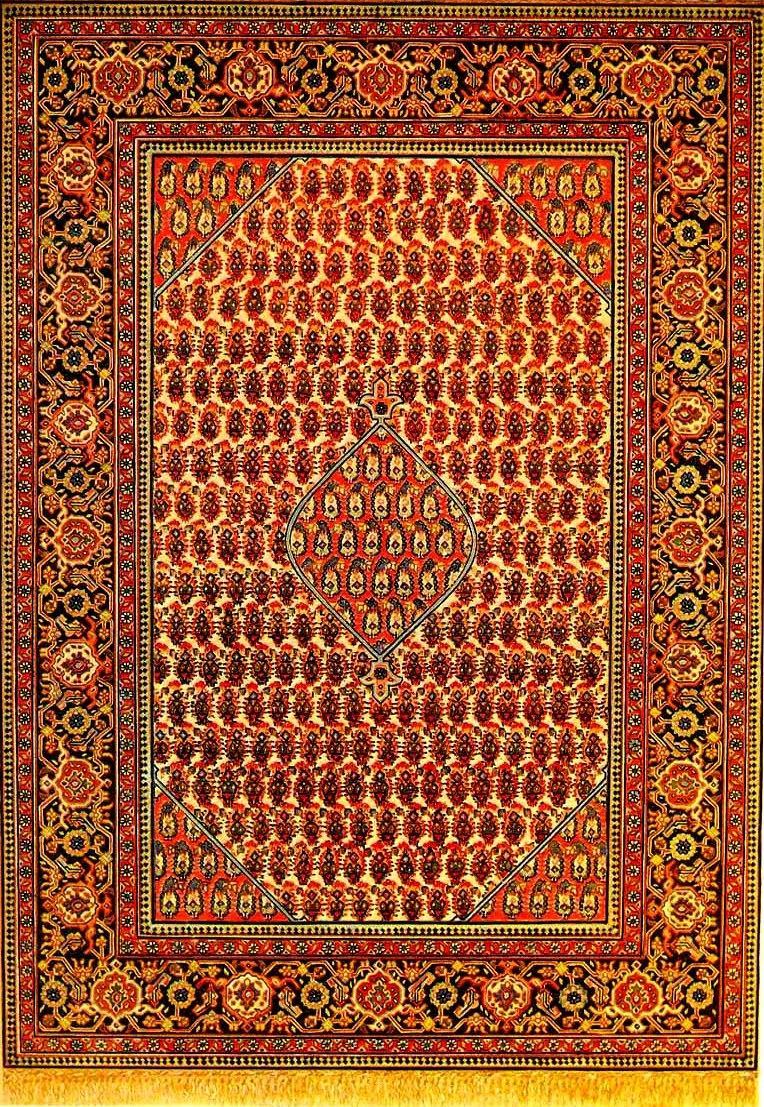
Ковёр «Мирь». Ардебильская школа. Азербайджанский государственный музей ковра и народно-прикладного искусства
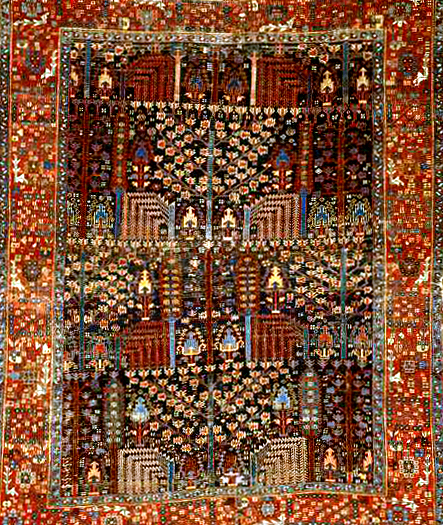
«Карадагский ковёр». Начало XIX века. Аукцион Риппон Босвелл.

## Известные личности на азербайджанских коврах

Деятели культуры
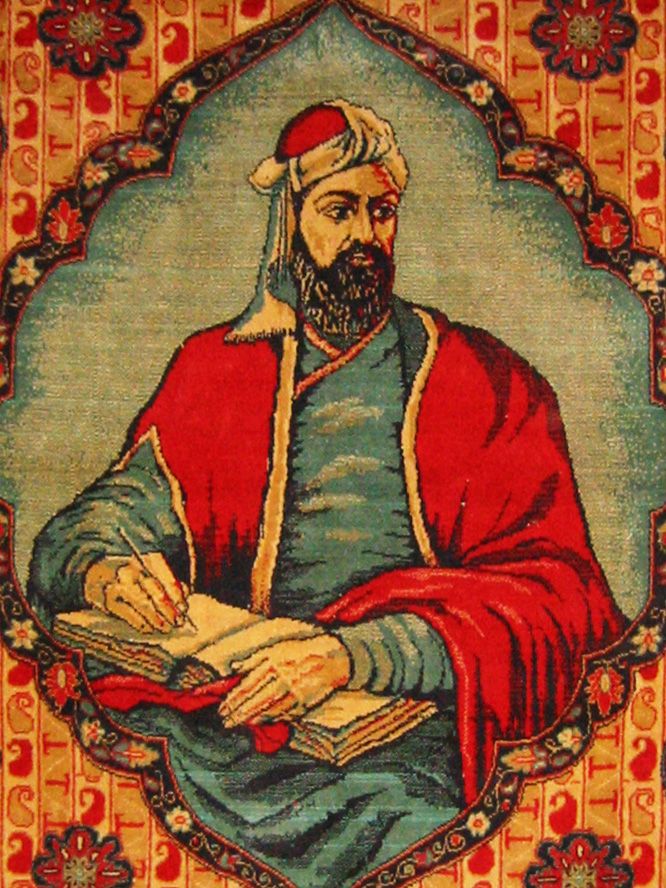
Ковёр с изображением классика персидской поэзии Низами Гянджеви
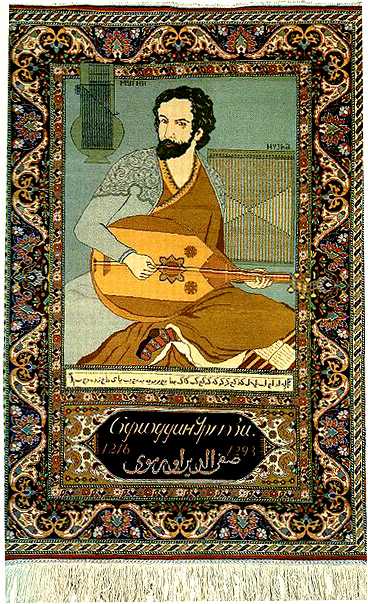
Ковёр «Сафиаддин Урмави». Бакинская школа. 1975 год. Азербайджанский государственный музей ковра и народно-прикладного искусства.
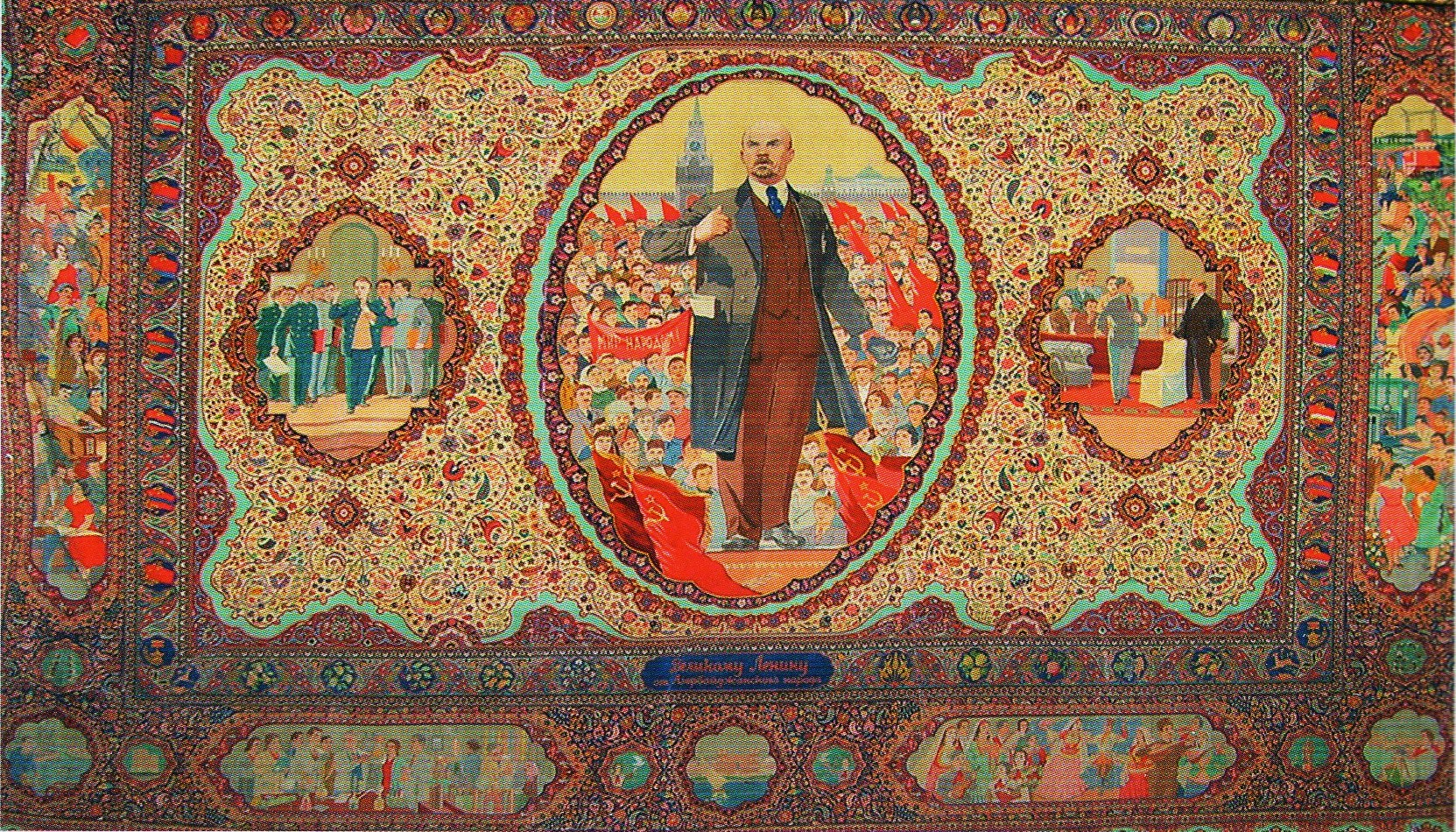
Ковёр с изображением Ленина